# Weliki Nowgorod
Weliki Nowgorod (russisch Вели́кий Но́вгород), bis 1999 Nowgorod, ist eine Großstadt in Russland mit 218.717 Einwohnern (Stand: 14. Oktober 2010). Sie liegt etwa 164 km südsüdöstlich von Sankt Petersburg am Wolchow nördlich des Ilmensees und ist das Verwaltungszentrum der Oblast Nowgorod im Föderationskreis Nordwestrussland.
Bis 1999 hieß die Stadt offiziell nur Nowgorod, auch Novgorod geschrieben (russisch Новгород). Weliki Nowgorod bedeutet wörtlich Großes Nowgorod („groß“ im Sinne von „bedeutend“). Frühere Namen (als Exonyme) waren deutsch Navgard, Naugard, Neugarten, Neugard und altnordisch Hólmgarðr.
Als eine der ältesten Städte Russlands feierte Weliki Nowgorod im September 2009 sein 1150-jähriges Bestehen. Im 9. Jahrhundert war Nowgorod die erste Hauptstadt der jungen Kiewer Rus. Vom 12. bis 15. Jahrhundert war Nowgorod Hauptstadt der einflussreichen, auf Handel ausgerichteten Republik Nowgorod und bedeutender Mittler zwischen der Rus und dem Abendland, bevor es Teil des zentralisierten russischen Reichs wurde. Nowgorods architektonisches Erbe ist seit 1992 UNESCO-Weltkulturerbe. Nach einer Erhebung aus dem Jahr 2010 zählt Weliki Nowgorod zu den lebenswertesten Städten Russlands.

## Geographie

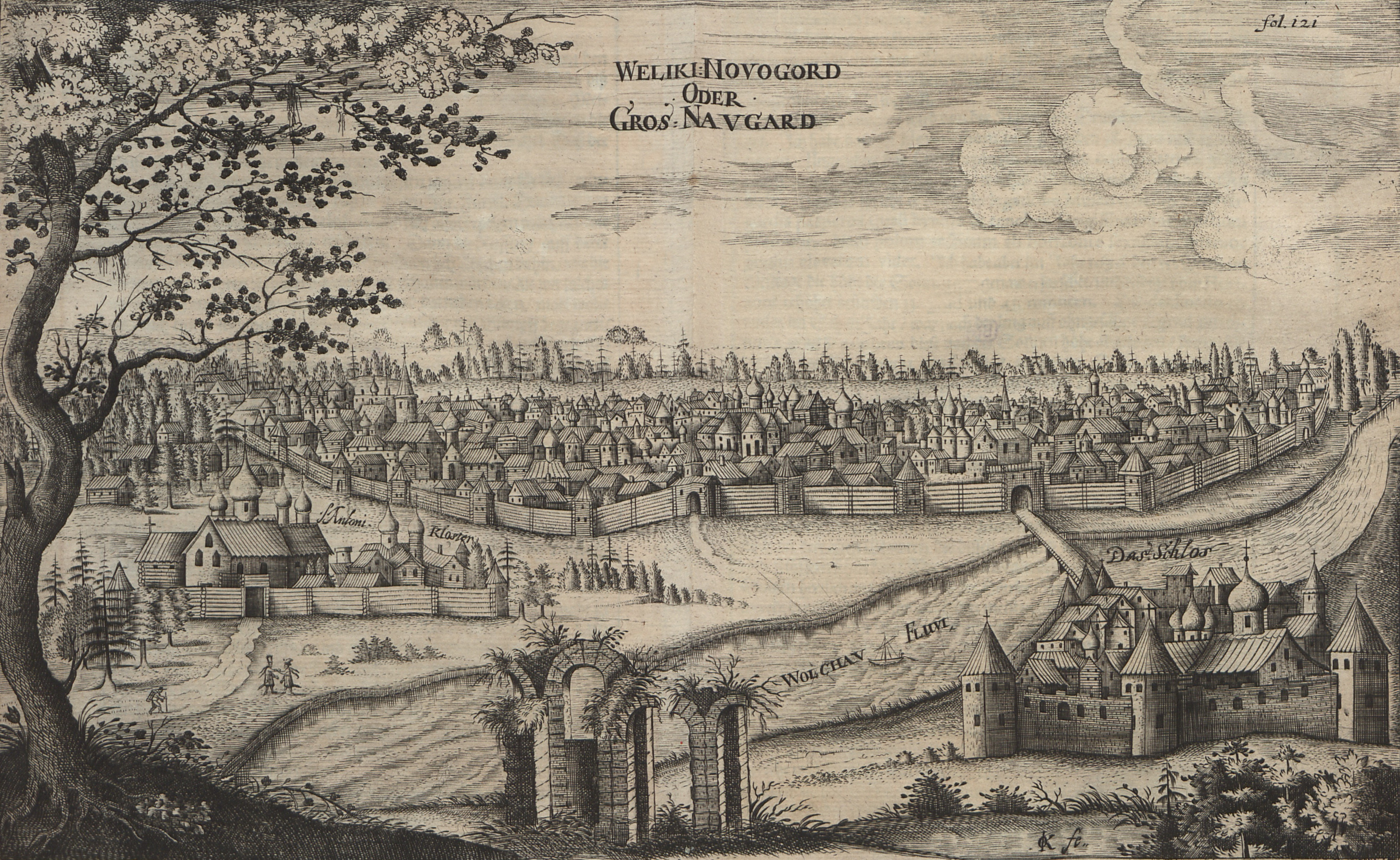
Nowgorod im 17. Jahrhundert, gezeichnet von Adam Olearius (Norden ist links)

### Geographische Lage
Nowgorod liegt im Nordwesten des europäischen Teils von Russland und ist 164 Kilometer von Sankt Petersburg und 494 Kilometer von Moskau entfernt. Von Süden nach Norden durchschneidet der Fluss Wolchow die Stadt. Sie liegt durchschnittlich auf 25 m Höhe. Das Stadtgebiet hat eine Fläche von 90 Quadratkilometern. Ungefähr 60 Prozent des Umlandes sind bewaldet, vor allem mit Ulmen. Der Süden von Nowgorod in der Nähe des Ilmensees ist sehr reich an Sumpfland. Insgesamt ist Weliki Nowgorod umgeben von weitläufigen Moor- und Waldgebieten, in denen insbesondere Torf abgebaut wird.
Die geographische Lage ist für den Verkehr günstig, da die Flüsse Lowat, Schelon, Msta und Wolchow, die in den See münden, ideale Transportwege eröffnen. Der Wolchow mündet in den Ladogasee, von welchem man durch Sankt Petersburg direkt in die Ostsee gelangt. Über die Flüsse im Süden Nowgorods ist eine Verbindung bis ins Schwarze Meer gegeben.

### Geologie
Die Stadt liegt in der Osteuropäischen Ebene und im östlichsten Teil des Baltischen Landrückens. Geologisch liegt die Stadt auf der Russischen Tafel, die in der Mehrzahl aus ungefalteten jung-proterozoischen bis känozoischen Sedimenten besteht, die hier weite Gebiete des Urkontinents Fennosarmatia bedecken. Anders als ihre umgebenden Gebirge ist die Russische Tafel trotz ihrer Größe arm an Bodenschätzen. Während der letzten Eiszeiten reichten die skandinavischen Gletscher bis in das Nowgoroder Gebiet. Der flache Ilmensee (nur 2,5 bis 10 Meter tief) ist der Rest eines glazialen Schmelzsees, in dem fluviatile und periglaziäre Sedimente weit verbreitet sind.

### Stadtgliederung

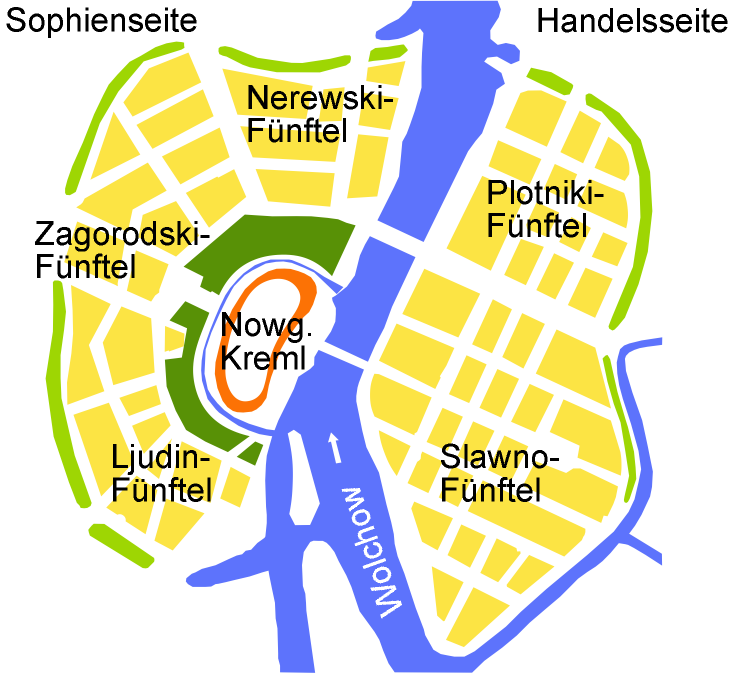
Stadtfünftel der Sophien- und Handelsseite

Die Stadt gliedert sich grob in die historische Innenstadt und die außerhalb der ehemaligen Stadtmauern angelegte Neustadt. Die Altstadt wird unterteilt in die Sophienseite, benannt nach der Sophienkathedrale, auf dem westlichen Ufer des Wolchow und die Handelsseite auf dem östlichen Ufer. Die Sophienseite besteht aus drei Stadtfünfteln, im Norden dem Nerewski-Fünftel, im Westen dem Sagorodski-Fünftel und im Süden dem Ljudin-Fünftel, dem ehemaligen Töpfer-Fünftel. Die Handelsseite besteht im Norden aus dem Plotniki-Fünftel, dem ehemaligen Zimmermanns-Fünftel, und im Süden aus dem Slawno-Fünftel. Diese Stadtteile werden im Russischen als konzy (wörtlich „Enden“, Singular konez) bezeichnet, was spezifisch für Nowgorod ist.
Im östlichen Zentrum auf der Sophienseite befindet sich der Nowgoroder Kreml. Verbunden sind die Seiten seit dem 11. Jahrhundert über eine große Holzbrücke; sie wurde sporadisch durch Feuer, Hochwasser oder Eis zerstört. In der westlichen Mitte der Handelsseite befanden sich der mittelalterliche Marktplatz, der Jaroslaw-Hof und die Kontore der fremden Händler, insbesondere der Peterhof der Hanse. Die Neustadt ist auf der westlichen Flussseite deutlich stärker entwickelt als auf der östlichen. An die Sophienseite schließen sich dort von Norden nach Süden die Stadtteile Koltowo, Grigorowo, Sapadiny, Nowaja Melniza, Leschno, Pankowka und Bely Gorod an, auf der Handelsseite im Norden das Viertel Antonowo.

### Nachbargemeinden
An den Stadtrajon Nowgorod grenzen innerhalb der Oblast Nowgorod sieben andere Rajons. Dies sind im Uhrzeigersinn von Norden nach Westen: der Rajon Tschudowo, Malaja Wischera, Krestzy, Parfino, Staraja Russa, Schimsk und Batezki. Im Nordwesten grenzt der Rajon an die Oblast Pskow.

### Klima
Nowgorod befindet sich mit seinem humiden Klima in der kühlgemäßigten Klimazone mit Einfluss des Kontinentalklimas. In der Klimaklassifikation ist es als DfB eingeordnet, das heißt, (D) der kälteste Monat hat eine Temperatur von weniger als −3 °C, der wärmste Monat liegt über 10 °C, (f) alle Monate sind feucht und (B) die Temperatur liegt unter 22 °C, es gibt aber noch mindestens vier Monate, die wärmer als 10 °C sind. Die durchschnittliche Jahrestemperatur in der Stadt beträgt 4,3 °C. Obwohl der Jahresniederschlag nur bei 561 Millimetern (zum Vergleich Köln: 798 Millimeter) liegt, ist er höher als die Verdunstung, weshalb ein humides Klima vorherrscht. Die wärmsten Monate sind Juni und Juli mit durchschnittlich 15,7 beziehungsweise 17,3 °C, die kältesten Monate sind Januar und Februar mit −9,2 beziehungsweise −8,2 °C im Mittel. Der meiste Niederschlag fällt in den Monaten Juli und August mit durchschnittlich jeweils 72 Millimeter, der geringste im Februar mit durchschnittlich 23 Millimeter.
|                       | Jan   | Feb   | Mär  | Apr  | Mai  | Jun  | Jul  | Aug  | Sep  | Okt | Nov  | Dez  |   |     |
| Mittl. Tagesmax. (°C) | −5,6  | −4,7  | 0,4  | 8,4  | 17,0 | 20,8 | 22,3 | 20,5 | 14,7 | 8,2 | 1,2  | −3,3 | ⌀ | 8,4 |
| Mittl. Tagesmin. (°C) | −12,2 | −12,0 | −7,3 | −0,1 | 6,7  | 10,3 | 12,3 | 10,7 | 6,5  | 2,1 | −3,2 | −9,2 | ⌀ | 0,4 |
|                       |       |       |      |      |      |      |      |      |      |     |      |      |   |     |
| Niederschlag (mm)     | 29    | 22    | 29   | 33   | 37   | 62   | 71   | 71   | 60   | 51  | 49   | 36   | Σ | 550 |
|                       |       |       |      |      |      |      |      |      |      |     |      |      |   |     |
| Regentage (d)         | 9     | 7     | 8    | 8    | 8    | 9    | 10   | 10   | 11   | 11  | 11   | 10   | Σ | 112 |

| −12,2 |

| −12,0 |

| −7,3 |

| −0,1 |

| 6,7 |

| 10,3 |

| 12,3 |

| 10,7 |

| 6,5 |

| 2,1 |

| −3,2 |

| −9,2 |

| −12,2 |

| −12,0 |

| −7,3 |

| −0,1 |

| 6,7 |

| 10,3 |

| 12,3 |

| 10,7 |

| 6,5 |

| 2,1 |

| −3,2 |

| −9,2 |

## Geschichte

### Vor- und Frühgeschichte
Die Umgebung von Nowgorod ist von vielen Wäldern, Seen, Sumpf- und Marschland geprägt, die das Gebiet nahezu undurchdringlich und die Flüsse zu den wichtigsten Verkehrswegen machten. Entlang der Ufer der Flüsse und Seen lagen die einzigen für eine Besiedlung geeigneten Flächen.:14
In Rurikowo Gorodischtsche bei Nowgorod gab es eine jungsteinzeitliche Siedlung seit dem 3. Jahrtausend v. Chr. Die ersten Siedler im Gebiet um und nördlich des Ilmensees waren finno-ugrische Jäger und Fischer sowie der Slawenstamm der Slowenen (Ilmenslawen).:16f Ackerbau der Slowenen in dieser Region ist im 8. oder frühen 9. Jahrhundert belegt.:10

### Nowgoroder Rus
Skandinavische Waräger fuhren auf den Handelswegen ins Byzantinische Reich seit dem 8. Jahrhundert auch durch dieses Gebiet. 
Mitte des 9. Jahrhunderts entstand auf der östlichen Uferseite des Wolchow am Ausgang des Ilmensees, zwei Kilometer südlich des heutigen Nowgorod eine ihrer Siedlungen, das jetzige Rurikowo Gorodischtsche. Diese Siedlung entwickelte sich zunächst zum zentralen Handelsplatz der Region.
Für 862 wurde die Siedlung in altrussischen Chroniken erstmals erwähnt.
Der Warägerfürst Rjurik errichtete hier das Zentrum seiner Herrschaft.

### Nowgorod in der Kiewer Rus

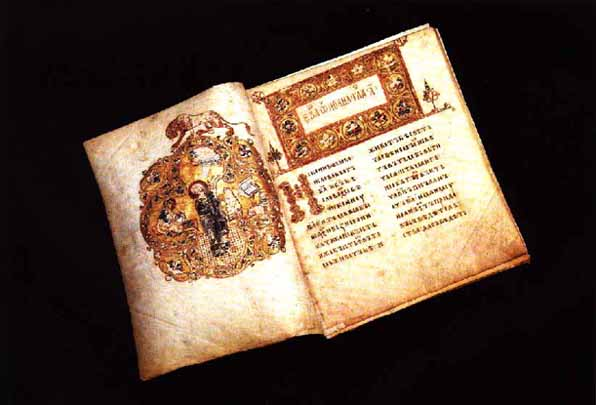
Ostromir-Evangeliar in der Abschrift von 1056/57

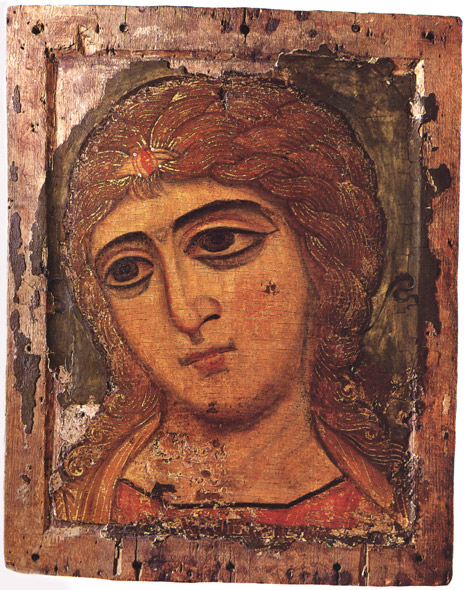
Nowgoroder Ikone des Erzengels Gabriel, 12. Jh.

Um 911 wurde Kiew das neue Zentrum der Rus. Alt-Nowgorod verlor diese Funktion.
Um 969 wurde Wladimir I. der erste separate Fürst von Nowgorod.
988/989 wurde Nowgorod Sitz der zweiten Eparchie (Bistum) der Rus. Erster Bischof war Joachim Korsunianin.
Ungefähr zu dieser Zeit entstand das heutige Nowgorod (Neustadt) als Kaufleutesiedlung in einiger Entfernung zur alten Burg Rurikowo Gorodischtsche.
Als erste Kirchen entstanden wahrscheinlich die hölzernen Sophienkirche und die Joachim-und-Anna-Kirche.
Jaroslaw der Weise war seit etwa 988 Fürst von Nowgorod. 1015 strebte er nach dem Tode seines Vaters Wladimir I. die Kontrolle über Kiew an. Da ihn die Nowgoroder bei diesem erfolgreichen Unternehmen unterstützten, gab er ihnen umfangreiche Rechte, welche die Basis für die künftige Bojarenordnung in Nowgorod bildeten.
Diese Privilegien führten zu einer strukturellen Teilung der Stadt. Die Höfe der Bojaren unterstanden nun nicht mehr der Gerichtsbarkeit des Fürsten und bildeten die Grundlage für die fünf Stadtviertel (конец, Ende). Zwischen diesen Vierteln siedelten freie Künstler und Händler, die weiterhin der Jurisdiktion des Fürsten unterstanden. Diese Bereiche wurden in Hundertschaften (sotni) unterteilt und von sogenannten „Tausendschaftsführern“ (tysjazkie) und „Hundertschaftsführern“ (sotskie) verwaltet.
Im Jahre 1030 ordnete Jaroslaw bei einem Besuch an, dass 300 Kinder der Älteren und Priester im Lesen unterwiesen werden sollten.
Um 1030 wurde wahrscheinlich auch der Sitz des Fürsten von Gorodischtsche in den Kreml von Nowgorod verlegt.
Die soziale Struktur bestand aus drei Schichten: Reiche Kaufleute und Bankiers (gleichzeitig Grundbesitzer) standen an der Spitze; gewöhnliche Kaufleute waren Vertreter der mittleren Schicht; Handwerker und Tagelöhner gehörten der unteren Bevölkerungsschicht an.
Neben dem Handel blühte auch die Kultur. So wirkten berühmte Ikonenmaler wie Theophanes der Grieche und Andrei Rubljow in der Stadt. 1056/1057 wurde das Ostromir-Evangeliar für den Nowgoroder Statthalter Ostromir angefertigt.
Nowgorod war im Hochmittelalter neben Konstantinopel die einzige Stadt in Europa, in der nicht nur der Adel und der Klerus, sondern auch das einfache Volk lesen und schreiben konnte. Das bezeugen heute unter anderem die über 1000 bei archäologischen Ausgrabungen gefundenen, auf Birkenrinde in einem Altnowgoroder Dialekt geschriebenen Briefe (sogenannte Birkenrindenurkunden). Diese berichten vom Alltag in der mittelalterlichen Stadt. Am 26. Juli 1951 wurden bei Grabungen von Nina Akulowa in der Welikaja Straße die ersten Birkenrindenfragmente entdeckt. Mittlerweile sind mehr als tausend Birkenrindenfragmente bekannt.
Die Bindung der norwegischen Herrscher an die Stadt lässt sich auch daran erkennen, dass sie Nowgorod mehrfach als Zufluchtsort nutzten. So floh vor 1000 Olav I. Tryggvason dorthin, von 1027 bis 1030 Olav II. Haraldsson. Dessen Sohn Magnus I. wurde bis 1035 in Nowgorod erzogen und nach der Ermordung seines Vaters von norwegischen Adligen zurückgeholt. Auch Harald III. suchte in Nowgorod Zuflucht, wenn Gefahr drohte. Olav I. Tryggvason und Magnus I. verbrachten hier ihre Kindheit und Jugend und hatten zeitlebens eine enge Verbindung zu der Stadt.

### Republik Nowgorod von 1136 bis 1478

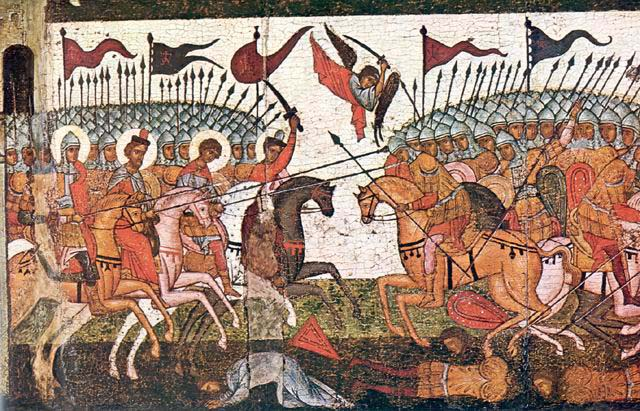
Schlachtendarstellung zwischen Nowgorod und Susdal im Jahre 1170, Fragment einer Ikone von 1460

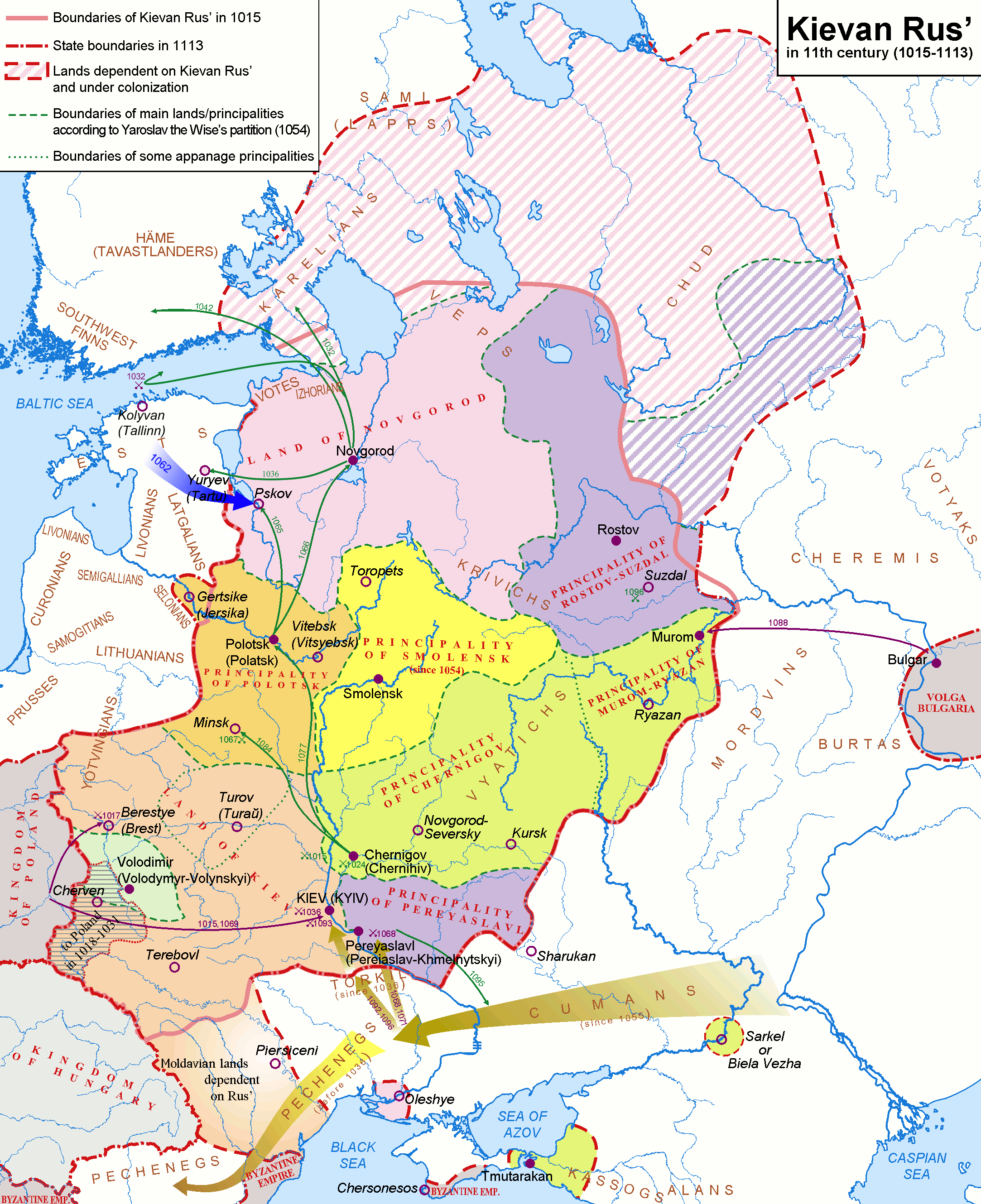
Nowgorod (rosa) mit seinem Herrschaftsbereich im 13. Jahrhundert

Im Jahre 1136 endete ein allgemeiner Aufstand gegen den Fürsten mit einem Sieg der Bojaren. In der Folge war der Fürst nur noch ein Beamter der Bojarenrepublik. Seine Funktion als Richter konnte er nur noch wahrnehmen, wenn sein Urteil vom Possadnik, dem Oberhaupt des Bojarenrates, bestätigt wurde, der zunehmend die Außenpolitik leitete und Recht sprach, das Heer führte und die Ämter besetzte und damit die Rolle des Fürsten einnahm. Als direkte Folge des Aufstandes wurde Fürst Wsewolod II. ausgewiesen und Swjatoslaw Olegowitsch aus Tschernigow eingesetzt. Das zweite wichtige Amt führte der Tysjackiy, der Tausendschaftsführer, der das Volksaufgebot führte und für Steuern, Abgaben und für den Markt verantwortlich war. Das 1035 entstandene Bistum stieg 1165 zum Erzbistum auf.
Von den Verwüstungen der Mongolenüberfälle verschont, war Nowgorod zeitweise, vor allem unter Alexander Newski, das Zentrum der Russischen Fürstentümer und der Sitz des Großfürsten. Angefangen mit Alexander Newski wurden die Nowgoroder Fürsten aus den Reihen der Fürsten von Wladimir-Susdal gewählt. Die Stadt wurde zu einem der größten Stadtstaaten und entwickelte ein Territorium von rund 30.000 km² Ausdehnung, weitere etwa 1,5 Millionen km² bis zum Ural standen in einem tributären Verhältnis. Im 14. Jahrhundert begann man den älteren Namensteil weliki als groß zu deuten, um Groß-Nowgorod von anderen Städten abzusetzen. Das Stadtgebiet umfasste im 14. Jahrhundert rund 400 ha, allein die Stadtburg (detinec) 11 ha. Die Einwohnerzahl stieg von etwa 50.000–60.000 im 13. Jahrhundert auf bis zu 80.000 im 15. Jahrhundert. Damit überstieg ihre Einwohnerzahl die Größenordnung der bedeutendsten deutschen Städte wie Köln, Nürnberg oder Lübeck.
Die auf dieser Entwicklung basierende Machtausdehnung ermöglichte es der Stadt, im Jahre 1240 die Expansion der Schweden und 1242 die des Deutschen Ordens militärisch abzuwehren. Insgesamt zog Nowgorod 26 Mal gegen Schweden und 11 Mal gegen den livländischen Schwertbrüderorden in den Krieg. Die Abwehr in den Jahren 1240 und 1242 gelang, obwohl Nowgorods deutsche Gegner, unter Ausnutzung der mongolischen Invasion in Russland, zusammen mit Dänen und Schweden ihre militärischen Operationen auf das Gebiet Nowgorods verlagerten. Ihre Feldzüge scheiterten jedoch in der Schlacht an der Newa und in der Schlacht auf dem Peipussee. Am 12. August 1323 wurde der Vertrag von Nöteborg zwischen Schweden und Nowgorod unterzeichnet, der zum ersten Mal den Grenzverlauf zwischen dem russischen und dem schwedischen Teil Finnlands regulierte.
Im Spätmittelalter war Nowgorod eine von der adligen Kaufmannsschicht beherrschte Stadt, die sich überwiegend aus den großen Landbesitzern rekrutierte und in hohem Maße vom Eintreiben der Tribute profitierte. Zu ihnen gesellte sich eine Schicht von hauptberuflichen Fernhändlern, die vor allem im Westhandel tätig waren. Ein Gegengewicht bildete ein Wetsche – eine auf altslawische Traditionen zurückgehende Volksversammlung –, in dem auch nichtadlige Bevölkerungsgruppen rede- und stimmberechtigt waren. Die oligarchische Stadtrepublik, die seit dem 12. Jahrhundert den Fürsten, ab 1156 den Erzbischof und die Possadniks, eine Art Bürgermeister der Stadt, wählte, hatte dabei gute Kontakte zur Hanse, die dort im Peterhof eines ihrer vier Kontore unterhielt.
Nowgorod hatte sich im 14. Jahrhundert endgültig zum Haupthandelsvermittler mit dem Westen aufgeschwungen. Da der Transithandel der russischen Länder und auch der Tataren, die mit Gewürzen und Pelzen handelten, mit Westeuropa über das litauische Hoheitsgebiet durch hohe Zölle und häufige Übergriffe beeinträchtigt wurde, blieb diese Stellung in der Folgezeit unangefochten.

#### Handel mit Gotländern und Hanse

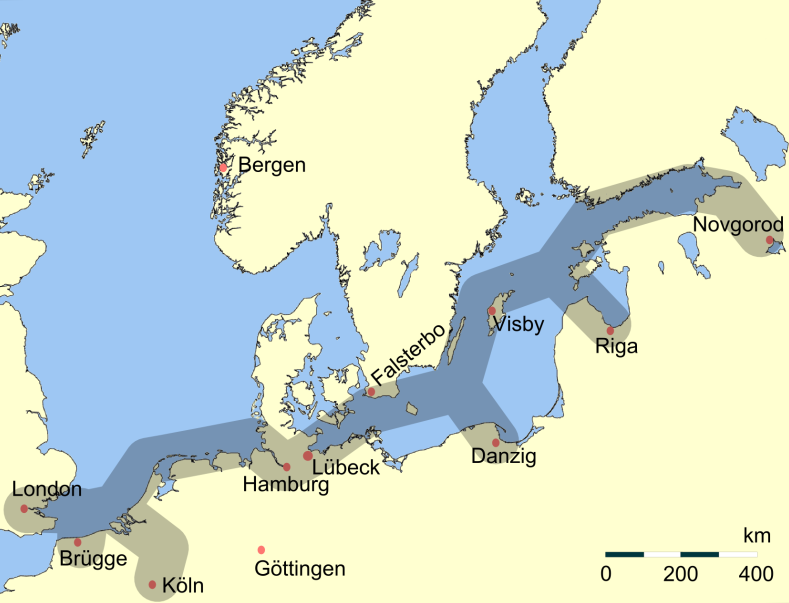
Nowgorod im Hansehandel

Bereits im 10. Jahrhundert sind Kontakte ausländischer Händler mit Nowgorod belegt. So trägt der in der Färingersaga erwähnte Ravnur Hólmgarðsfari aus dem norwegischen Tønsberg die nordische Bezeichnung für Nowgorod bereits im Namen, der also Nowgorodfahrer bedeutet.
Nach der Gründung Lübecks begannen die hansischen Kaufleute in der Mitte des 12. Jahrhunderts über die Ostsee nach Gotland zu fahren. Über die dortigen Kaufleute wurden die ersten Kontakte nach Nowgorod vermittelt. Die Kaufleute aus Gotland unterhielten auf der Handelsseite den sogenannten Gotenhof, an dessen Nutzung sich die hansischen Kaufleute zunächst beteiligten. Daneben gab es noch einen Gildehof der Gotländer. Im Jahre 1192 errichtete die Hanse einen eigenen Hof, den sogenannten Peterhof. Der Name des Kontors geht auf die in ihm errichtete St.-Peter-Kirche zurück. Der Hof enthielt neben Wohnhäusern auch Wirtschaftseinrichtungen wie Bäckerei, Brauhaus, Krankenstube, Bad und Gefängnis. Die hansischen Kaufleute hatten auf dem Hof eigene Rechtshoheit, mussten aber auch selbst für rechtliche Ordnungsmaßnahmen sorgen. Die Kaufleute hatten nach der Nowgoroder Schra jedoch nicht das Recht, sich dauerhaft in Nowgorod aufzuhalten. Nach den Jahreszeiten unterschied man Winter- und Sommerfahrer. Die Händler transportierten überwiegend Rohprodukte nach Westeuropa, insbesondere Pelze, Wachs, Honig und Holz. Im Gegenzug brachten sie vor allem Fertigprodukte nach Nowgorod wie Wein, Bier, Tuch, Waffen und Glas, aber auch Salz, Hering, Metall (Silber), Gewürze, Südfrüchte, Pferde und Bernstein. Als 1230 in Wolchow eine große Hungersnot ausbrach, transportierten sie überwiegend Getreide. Mit dem Niedergang des gotländischen Olafshofes im 14. Jahrhundert, der in der Folge von der Hanse gepachtet wurde, gewann die Hanse eine Monopolstellung im Handel mit Nowgorod. Auch der Schiffstyp der Kogge trug zur Stärkung dieses Monopols bei. Zwischen 1396 und 1462 lässt sich der Import von Glasprodukten wie Fingerringe und Fensterglas archäologisch belegen. Im 15. Jahrhundert ging der Handel langsam zurück, da der Warenumtausch immer stärker auf die livländischen Städte verlegt wurde. Der Peterhof in Nowgorod wurde nach der Eroberung der Stadt durch den Moskauer Großfürsten Iwan III. 1478 nicht geschlossen. Im Gegenteil, die Vorrechte der Hanse wurden 1487 erneut bestätigt. Im Zuge seiner Streitigkeiten mit Maximilian von Habsburg ließ Iwan III. den Hof aber am 6. November 1494 schließen. Die Beschlagnahmung brachte dem Großfürsten 96.000 Mark ein. 1514 wurden der Gotenhof und der Peterhof wieder eröffnet und noch bis 1560 scheinen die Höfe genutzt worden zu sein. Im 17. Jahrhundert wurde der Schwedenhof an der Slawnaja-Straße nordöstlich vom alten Platz errichtet.

#### Münzwesen und Fernhandel

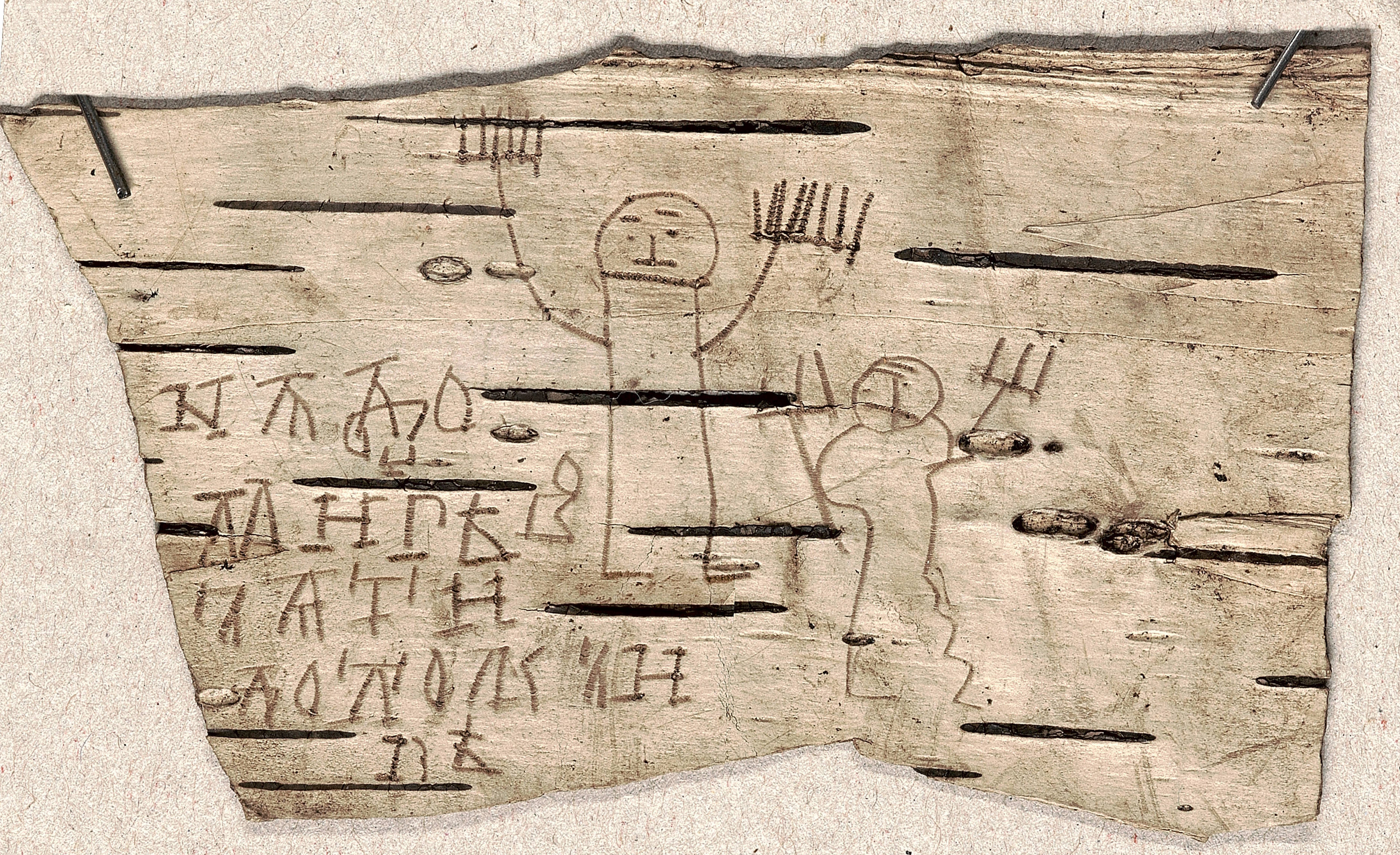
Birkenrindenfragment Nr. 202 mit Schreib- und Zeichenübungen des 7-jährigen Jungen Onfim (13. Jahrhundert)

Die Stadt Nowgorod war, aufgrund ihrer starken Handelsbeziehungen zu ausländischen Kaufleuten, Ausgangspunkt der Entwicklung des Münzwesens in Russland. Seit der zweiten Hälfte des 13. Jahrhunderts wurde es üblich, Silberbarren als Währungseinheit zu verwenden. Das Gewicht dieser Stangenbarren betrug 205 Gramm, entsprechend der alten russischen Gewichtseinheit Griwna. Bei kleineren Handelsgeschäften wurden von den größeren Barren kleinere Silberstücke, sogenannte Rubel, abgetrennt. Im 13./14. Jahrhundert wurden in Nordwestrussland erstmals Münzen geprägt, anfangs in Nowgorod und Pskow, später auch in Moskau, Nischni Nowgorod und Susdal.
Als sich Anfang des 15. Jahrhunderts der Geldumlauf verstärkte und alle Großfürsten Geld zu prägen begannen, ging Nowgorod ab 1420 dazu über, eigene Münzen zu prägen. Nowgorod hatte zuvor für eine kurze Zeit die livländische Währung übernommen.
Vom 10. bis zum 13. Jahrhundert gelangten aus dem byzantinischen Reich vor allem Amphoren, Glaserzeugnisse, schieferne Spinnwirtel und Walnüsse in die Stadt. Aus dem Dnepr-Gebiet wurden zudem Bernsteine, die dort in geologischen Schichten anstehen, importiert. Um 1100 erfuhr der Import eine kurze Unterbrechung, die mit einem Konflikt zwischen den Städten Kiew und Wolchow begründet werden kann. Mit der Zerstörung Kiews im Jahre 1240 durch die Mongolen verlor der Dnjepr-Weg überwiegend seine Bedeutung, wogegen über den Wolga-Weg der Import von Buchsbaumholz für die Kammherstellung fortgesetzt wurde. Insbesondere im 14. Jahrhundert gelangte über diesen Weg glasierte Keramik aus dem Tatarenchanat der Goldenen Horde nach Nowgorod.

### Moskauer Periode vom 15. bis 19. Jahrhundert

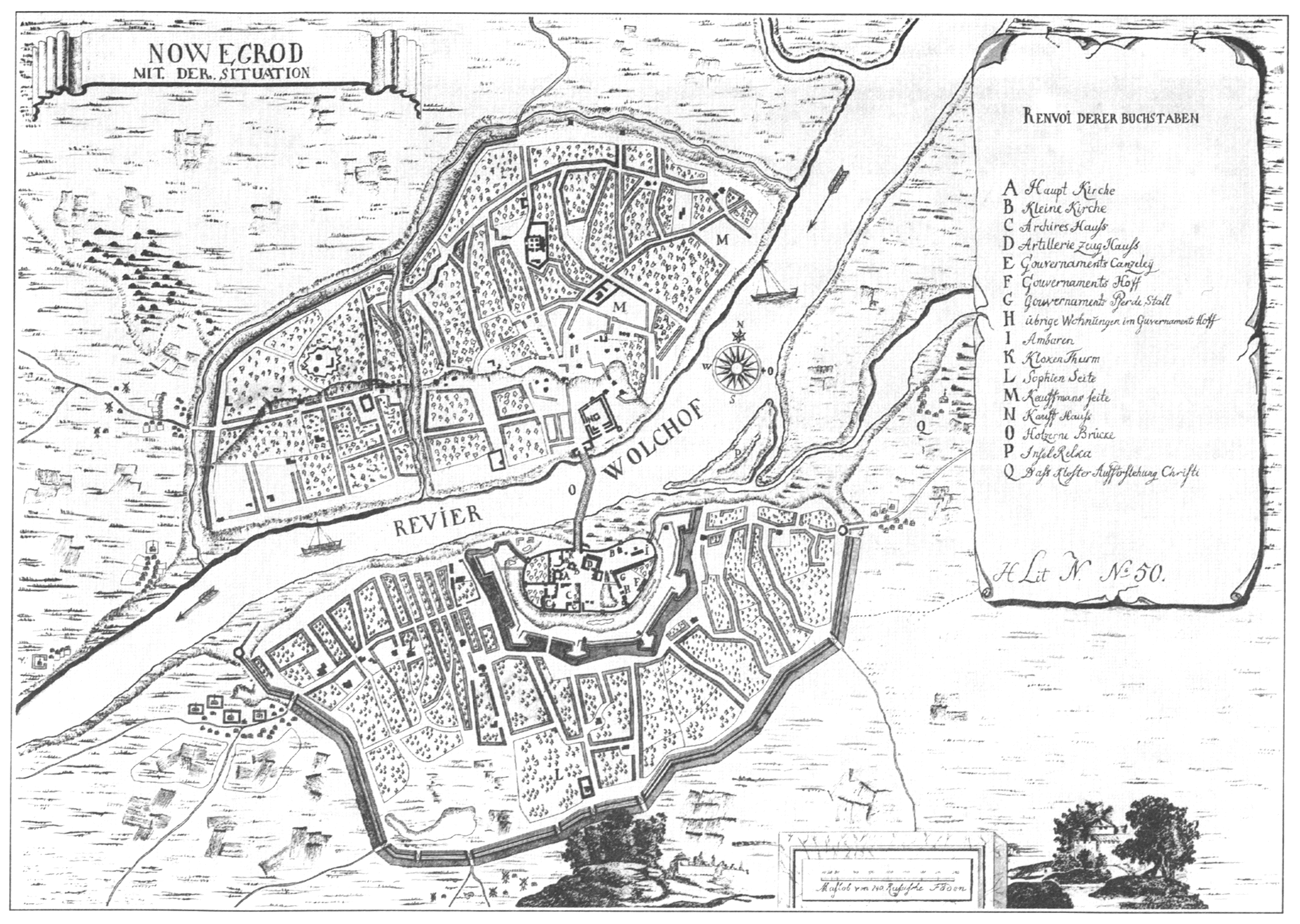
Stadtplan aus der ersten Hälfte des 18. Jahrhunderts

Lange Zeit stand Nowgorod in Konkurrenz zum Großfürstentum Moskau, wobei Nowgorod die oligarchisch-stadtadlige Gesellschaftsordnung repräsentierte, Moskau die autokratisch-fürstliche. Zu diesem Gegensatz kam die Bekämpfung der Nowgoroder Flusspiraterie (Uschkuiniki), die Moskau bereits 1397 veranlasste, einen Aufstand gegen die Herrschaft Nowgorods zu entfesseln. Der stetige Machtzuwachs Moskaus bedrohte zunehmend die Schaukelpolitik, die Nowgorod lange Zeit erfolgreich zwischen Moskau, Twer und Litauen praktiziert hatte, da Twer immer mehr an Bedeutung verlor und die Kräfte Litauens nach der Union mit Polen durch Auseinandersetzungen in Böhmen, Ungarn und mit dem Deutschen Orden gebunden waren. Auch gelang es Nowgorod nicht, sich von der Oberhoheit des Moskauer Metropoliten zu lösen. 1441 leistete die Stadt erstmals Tributzahlungen an Moskau.
Nach einem erfolgreichen Angriff konnte Moskau nach 1456 seinen Einfluss auf die Außen- und Innenpolitik Nowgorods verstärken. Das Wetsche durfte nicht mehr in eigenem Namen urkunden. Nach dieser Niederlage musste die Nowgoroder Bojarenoligarchie 1458 erkennen, dass Moskau in der Zwischenzeit ein eindeutiges Übergewicht erlangt hatte. Nach der Nowgoroder Niederlage in der Schlacht am Schelon (1471) und neuerlichen antimoskowitischen Strömungen folgte 1478 die endgültige Eingliederung in das Großfürstentum, wobei Moskau vorgab, ein Kirchenschisma in Russland zugunsten der litauischen Katholiken verhindern zu wollen. Zahlreiche Nowgoroder Bojaren, ihre Klientel und die Kaufleute wurden nach Moskau umgesiedelt, wo in der Nähe des Kremls ein eigenes Nowgoroder Stadtviertel entstand. Im Gegenzug übernahmen Moskauer Dienstmannen die Güter der Enteigneten. Die Abschaffung der Wetsche-Glocke symbolisierte das Ende des Nowgoroder Stadtstaats.
Während des Livländischen Krieges wurde die Stadt 1570 durch die Truppen des Zaren Iwan des Schrecklichen zerstört, nachdem dieser den Verdacht schöpfte, dass sich die Bürger Nowgorods mit Polen-Litauen zu verbünden suchten. Am 15. Januar 1582 wurde der Vertrag von Jam Zapolski (Waffenstillstand) im Dorf Jam Zapolski nahe Nowgorod zwischen Polen-Litauen und Russland geschlossen. Während der Zeit der Wirren im Polnisch-Russischen Krieg 1609–1618 wurde Nowgorod zwischen 1611 und 1617 von den Schweden besetzt und zerstört. Die genannten Kriege und Ereignisse führten dazu, dass die Einwohnerzahl Nowgorods auf 8000 absank, in gleichem Maße sank auch die politische und wirtschaftliche Bedeutung.
Die Stadt erlebte danach einen Aufschwung, doch nach der Gründung von Sankt Petersburg im Jahr 1703 sank ihre wirtschaftliche und strategische Bedeutung als Russlands Vorposten im Nordwesten. Eine gravierende Veränderung erfuhr die Stadtstruktur nach 1778, als der von Nikolai Tschitscherin (Николаи Чичерин) erstellte neue Generalbebauungsplan von Kaiserin Katharina II. unterschrieben wurde. Während die halbrunde Stadtmauer auf der Sophienseite erhalten wurde, sah der Plan ansonsten rechtwinklige Straßenzüge vor. Dafür wurden die über Jahrhunderte gewachsenen Straßenstrukturen zerstört.
1859 gewann der Entwurf von Michail Ossipowitsch Mikeschin (1835–1896) den von der Öffentlichkeit mit großem Interesse verfolgten Wettbewerb für das Nowgoroder Denkmal Tausend Jahre Russland.

### Sowjetunion, Zweiter Weltkrieg

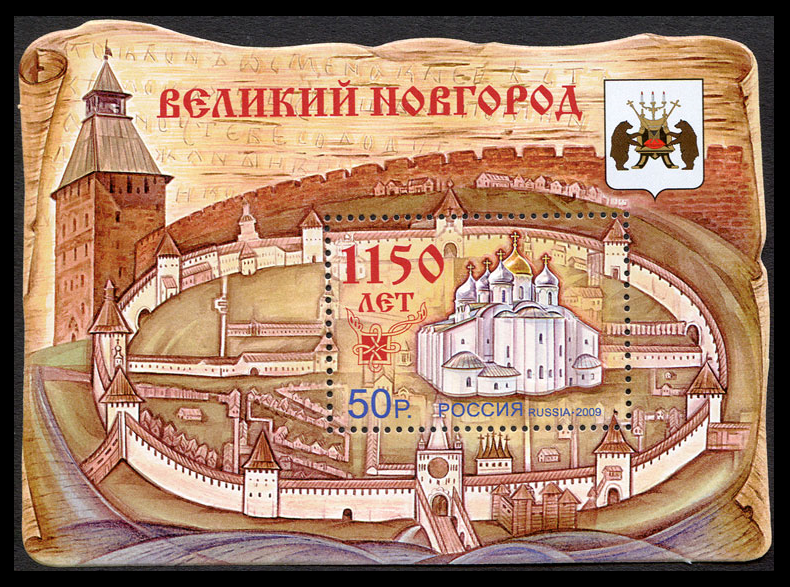
Russische Briefmarke zum 1150-jährigen Stadtjubiläum 2009

In der Sowjetunion gehörte Nowgorod zum Leningrader Gebiet, zu dem die Rayons bzw. Kreise Murmansk, Pskow und Tscherepowez zählten. Zwar hatten sich die Nowgoroder Ende 1918 der Rats-(Sowjet)-Bewegung in Russland angeschlossen, doch neigten sie eher den gemäßigten sozialistischen Parteien zu.
Im Deutsch-Sowjetischen Krieg (1941–1945) war Nowgorod vom 15. August 1941 bis zum 20. Januar 1944 unter deutscher Besatzung und erlitt dadurch große Schäden. Unter anderem vernichtete Bolko von Richthofen im Auftrag des Auswärtigen Amtes während des Russlandfeldzuges die Bibliothek der Nowgoroder Altertums-Gesellschaft und das Museum in Staraja Russa.
Auf Bitten der Wehrmacht befahl Heinrich Himmler am 4. Oktober 1941, das Sonderkommando Lange mit dem Flugzeug nach Nowgorod zu holen, um dort die Insassen dreier Anstalten für psychiatrische Patienten umzubringen. Die Räumlichkeiten wurden für die Unterbringung von Truppen benötigt.
Nach der Befreiung im Zuge der Leningrad-Nowgoroder Operation wurde bereits zu Anfang des Jahres 1944 mit dem Wiederaufbau der Stadt begonnen. Am 5. Juli 1944 wurde die Oblast Nowgorod gegründet.

### Jüngste Geschichte
1999 erhielt die Stadt ihren historischen Namen Weliki Nowgorod zurück. Am 13. Juli 2000 wurde bei Ausgrabungen der sogenannte Nowgoroder Kodex entdeckt, ein Wachstafelbuch aus dem ersten Viertel des 11. Jahrhunderts, das aus drei gebundenen Lindenholzplatten mit insgesamt vier mit Wachs ausgefüllten Seiten besteht.
Im September 2004 fand in Weliki Nowgorod das erste Treffen des Waldai-Klubs statt, einer jährlichen Diskussionsrunde von Experten der Außen- und Innenpolitik Russlands. Teilnehmer war auch Wladimir Putin. Am 28. Oktober 2008 erhielt Weliki Nowgorod die Auszeichnung „Ruhmreiche Kampfstadt“ von Präsident Dmitri Medwedew für die „Courage, Ausdauer und Massenheldentum bei der Verteidigung der Stadt im Kampf um Freiheit und Unabhängigkeit des Vaterlandes“.
Im Jahr 2009 wurde in der Stadt das 1150-jährige Jubiläum der ersten schriftlichen Erwähnung gefeiert.
Vom 18. bis 21. Juni 2009 fanden in Nowgorod die XXIX. Internationalen Hansetage Neuer Zeit statt.

### Bevölkerungsentwicklung und -struktur
Die Einwohnerzahl Weliki Nowgorods lag 2010 bei 218.717 Einwohnern, womit die Stadt Platz 86 unter den größten Städten Russlands belegt. Die höchste Bevölkerungszahl seiner Geschichte mit über 229.116 Einwohnern erreichte Nowgorod Anfang der 1990er Jahre, in den nachfolgenden Jahren schrumpfte die Zahl erheblich, wie es in den meisten Städten Russlands während der Wirtschaftskrisen der 1990er Jahre der Fall war.
Die folgende Tabelle zeigt die Entwicklung der Einwohnerzahl der Stadt Nowgorod seit etwa 1825 an. Von 1959 bis 1979 hat sich die Einwohnerzahl mehr als verdreifacht. Ein signifikanter Bevölkerungsrückgang ist hingegen in den Jahren des Zweiten Weltkrieges zu verzeichnen.
| Jahr | Einwohner |
| ---- | --------- |
| 1825 | 5.445     |
| 1833 | 8.634     |
| 1840 | 16.781    |
| 1856 | 12.758    |
| 1863 | 17.665    |
| 1867 | 16.722    |

| Jahr | Einwohner |
| ---- | --------- |
| 1870 | 17.093    |
| 1885 | 23.980    |
| 1898 | 25.736    |
| 1910 | 23.841    |
| 1917 | 28.807    |
| 1920 | 24.831    |

| Jahr | Einwohner |
| ---- | --------- |
| 1923 | 27.709    |
| 1926 | 32.764    |
| 1937 | 37.059    |
| 1939 | 39.758    |
| 1944 | 53.456    |
| 1959 | 60.669    |

| Jahr | Einwohner |
| ---- | --------- |
| 1970 | 127.944   |
| 1979 | 186.003   |
| 1989 | 229.126   |
| 2002 | 216.859   |
| 2007 | 216.700   |
| 2010 | 218.717   |

| Jahr | Einwohner |
| ---- | --------- |
| 2011 | 218.700   |
| 2012 | 219.947   |
| 2013 | 219.925   |
| 2014 | 219.971   |
| 2015 | 221.954   |
| 2016 | 221.868   |

| Jahr | Einwohner |
| ---- | --------- |
| 2017 | 222.594   |
| 2018 | 222.868   |
| 2019 | 224.297   |
| 2020 | 224.936   |
| 2021 | 224.286   |
| 2023 | 223.191   |
| 2024 | 222.340   |

## Religionen

### Christentum
Der überwiegende Teil der Bevölkerung, die sich zu 93,9 Prozent aus Russen, 1,5 Prozent aus Ukrainern und 4,9 Prozent aus anderen Nationalitäten zusammensetzt, gehört zum russisch-orthodoxen Christentum. Die Stadt bildet eine eigene Eparchie der Russisch-Orthodoxen Kirche unter der Leitung von Erzbischof Lew Zerpizkij. Bis 1165 war die Stadt Sitz eines Bischofs, seitdem aber eines Erzbischofs. Daneben gibt es einen eignen Leiter der Klöster, den Archimandriten, der im Jurjew-Kloster residiert.
Die Philippus-und-Nikolauskirche wurde in den 1970er Jahren rekonstruiert.
Über 70 Jahre wurde von offizieller Seite Atheismus verordnet. Die derzeitigen Angaben zur Religion schwanken. Laut Statistik von Interfax im Jahr 2010 mit 1600 Befragten sind in Gesamtrussland 75 Prozent der Russen orthodox, 5 Prozent muslimisch und jeweils ein Prozent oder weniger protestantisch, buddhistisch, katholisch oder jüdisch.
Im 15. und 16. Jahrhundert bildete sich in der Russisch-Orthodoxen Kirche eine Gruppe von „Judaisierenden“ als Sekte. Obwohl sie nicht zum Judentum konvertierten, hatten sie ein großes Interesse am Alten Testament und an den Hebräischen Briefen. Die Sekte bildete eine Mischung aus spätmittelalterlichem Kabbalismus und frühem neuplatonischem Humanismus.

### Judentum
1990 wurde die Jüdische Kulturelle Gesellschaft von Nowgorod unter der Leitung von Grigory Fainberg, Tamara Chorewa und Ljubow Tintarewa gegründet. Bis 1990 gab es keine jüdische Religionsausübung in der Stadt, nur Hebräisch-Unterricht, den Arkadi Freikman gab, bevor er 1990 nach Israel emigrierte. Im Mai 1993 wurde die Gemeinde offiziell zugelassen. Seit 2000 ist sie volles Mitglied der Föderation Jüdischer Gemeinden Russlands (russ. Федерация еврейских общин России, ФЕОР). Spiritueller Leiter der Gemeinde ist seit 2002 der aus Sankt Petersburg stammende Rabbi Gershon Paley. 2003 organisierte die Gemeinde ihr erstes Jüdisches Kulturfestival. Die Gemeinde besteht aus ungefähr 1500 Personen.

## Politik

### Verwaltung
- KPRF: 12
- SR: 7
- Jabloko: 1
- ER: 8
- LDPR: 2

Weliki Nowgorod ist Verwaltungssitz der Oblast Nowgorod. Die Stadtverwaltung Weliki Nowgorods besteht aus dem Bürgermeisteramt, dessen Chef der Bürgermeister, das Oberhaupt der Stadt ist, sowie aus der Munizipalität (муниципалитет), dessen Mitglieder im Zuge der Kommunalwahlen bestimmt werden.
Der Stadtrat, die Duma der Stadt Nowgorod, besteht aus 30 Abgeordneten.

### Bürgermeister
Seit dem 3. Dezember 2018 bekleidet Sergei Wladimirowitsch Busurin das Amt des Bürgermeisters von Weliki Nowgorod.
Es folgen die Bürgermeister (мэр) seit 1994:
| Amtsbeginn        | Amtsende          | Name und Lebensdaten                                                          | deutsche Transkription             |
| ----------------- | ----------------- | ----------------------------------------------------------------------------- | ---------------------------------- |
| 1994              | 9. September 2002 | Александр Владимирович Корсунов * 18. Februar 1951, † 9. September 2002       | Alexander Wladimirowitsch Korsunow |
| 9. September 2002 | 20. Dezember 2002 | Сергей Николаевич Лобач * 6. November 1964 (geschäftsführender Bürgermeister) | Sergei Nikolajewitsch Lobatsch     |
| 20. Dezember 2002 | 11. Dezember 2007 | Николай Иванович Гражданкин * 23. August 1948                                 | Nikolai Iwanowitsch Graschdankin   |
| 11. März 2008     | 3. Dezember 2018  | Юрий Иванович Бобрышев * 3. Mai 1951                                          | Juri Iwanowitsch Bobryschew        |
| 3. Dezember 2018  |                   | Сергей Владимирович Бусурин * 28. August 1977                                 | Sergei Wladimirowitsch Busurin     |

### Heraldik

Flagge Weliki Nowgorods
Seitenverhältnis: 3:5

Nowgorod verfügt mit einem Stadtwappen und einer Stadtflagge über zwei eigene heraldische Symbole. Beiden sind die Motive des Bären und des erzbischöflichen Throns gemein. Das erste Wappen Nowgorods wurde am 16. August 1781 zum offiziellen Stadtsymbol erhoben. Es wurde am 12. September 1991 in einer veränderten Fassung zugelassen.
Blasonierung: In Silber zwei profilierte schwarze Bären links und rechts eines goldenen Erzbischofthrons, darauf ein rotes Kissen und gekreuzt darüber zwei goldene Vortragekreuze sowie ein dreiarmiger goldener Kerzenständer mit rot brennenden silbernen Kerzen.
In der älteren Fassung von 1781 stand der erzbischöfliche Thron und die beiden Bären über einer blauen Wasserfläche, in der vier silberne Fische, je zwei übereinander, zur Mitte hin gewandt waren.
Die Stadtflagge von Weliki Nowgorod war horizontal weiß-blau-weiß gestreift mit dem Stadtwappen in der Mitte. Diese Fahne wurde am 14. April 1994 offiziell zugelassen. Am 29. April 2008 wurde sie geändert und ist seitdem nur noch weiß mit dem mittigen Wappen.

### Städtepartnerschaften
Weliki Nowgorod ist Mitglied des Städtebundes der Neuen Hanse. Insgesamt unterhält Weliki Nowgorod Städtepartnerschaften mit sieben Orten:
- Uusikaupunki, Finnland (seit 1965)
- Moss, Norwegen (seit 1970)
- Nanterre, Frankreich (seit 1974)
- Watford, Vereinigtes Königreich (seit 1984)
- Bielefeld, Deutschland (seit 1987)[51]
- Rochester, USA (seit 1990)
- Zibo, Volksrepublik China (seit 1995)

Weiterhin unterhält die Stadt administrative Partnerschaften mit Städten, insbesondere eine enge Zusammenarbeit auf kulturellem Gebiet:
- Polazk, Belarus
- Kohtla-Järve, Estland

Bielefeld nahm als Folge eines Beschlusses des Bundestages zur militärischen Nachrüstung im Winter 1983/84 Kontakt zu Weliki Nowgorod auf. Aus dem anfänglichen Briefkontakt entwickelte sich bis 1987 eine Städtepartnerschaft. In den 1990er Jahren wählte das Lazarus-Hilfswerk auf Vorschlag des russisch-orthodoxen. Erzbischofs Longin und mit Unterstützung der Staatskanzlei NRW Nowgorod Zielort der humanitären Russland-Hilfe aus und koordinierte auch die Transportabwicklung der deutschen Partnerschaftsstadt Bielefeld. LAZARUS richtete 1990 in Nowgorod die zentrale Koordinierungsstelle der EU-Hilfe für Russland ein. Bielefelder organisierten viele Hilfstransporte in die russische Partnerstadt, und noch heute werden soziale Projekte in Weliki Nowgorod finanziell unterstützt.

## Kultur und Sehenswürdigkeiten

### Museen

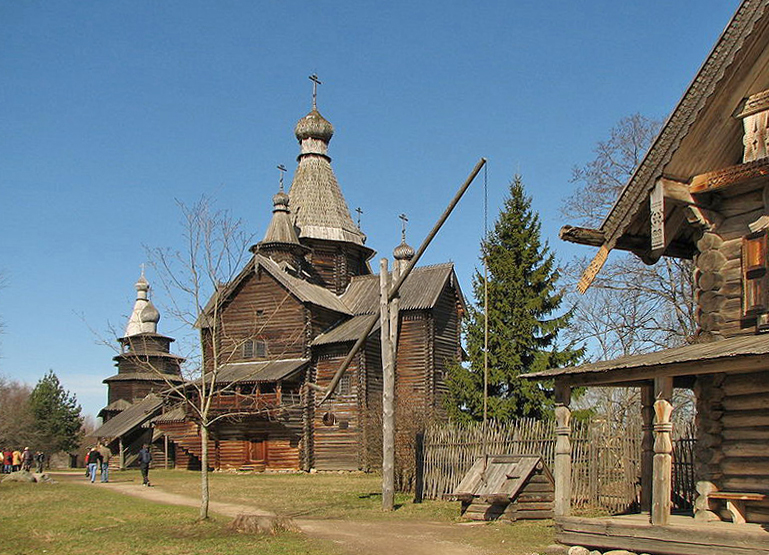
Freilichtmuseum für Holzarchitektur in Witoslawlizy, 2010

Die „Staatliche vereinigte Museumsanlage“ wurde am 4. Mai 1865 von Nikolai Gawrilowitsch Bogoslowski gegründet und 1992 in die Liste des Weltkulturerbes eingeschlossen. Sie umfasst Ausstellungen, Ausstellungssäle, Denkmäler und Museen in Nowgorod und im Nowgoroder Umland. Folgende Ausstellungen werden in Nowgorod zurzeit überwiegend in den alten Verwaltungsgebäuden des Kremls gezeigt. In der Ausstellung Die Geschichte Nowgorods und Nowgoroder Landes seit uralten Zeiten bis heute werden Arbeitszeug, Haushaltsgegenstände, Rüstung und Birkenrindenfragmente ausgestellt, aber auch die ältesten russischen Musikinstrumente, Schachfiguren und Kinderspielzeug.
Die Ausstellung Russische Ikonen des 11. bis 19. Jahrhunderts in der Sammlung des Nowgoroder Museums zeigt in 14 Sälen 268 Ikonen in chronologischer Reihenfolge. Besonderheiten sind zum einen die älteste russische Ikone „Petrus und Paulus“ aus dem 11. Jahrhundert oder zum anderen „Der heilige Nikolai“ von 1294 des Meisters Alexei Petrow.
In der Ausstellung Das altrussische geschnitzte Holz werden die vielfältigen geschnitzten Gebrauchsgegenstände, Möbel- und Schlittenstücke und Aufbauten der Häuser gezeigt. Eines der ältesten Denkmäler russischer Holzskulptur ist das Ludogoschtschenski-Kreuz, das im Jahre 1359 von Bewohnern der Ljudogoschtscha-Straße gestiftet wurde.
Weitere Ausstellungen befinden sich im Bischofspalast und im Johannes-Gebäude. In letzterem wird eine Sammlung von altrussischen ornamentalen Stickereien ausgestellt. Das Museum der bildenden Künste präsentiert die Werke der bildenden und dekorativ-angewandten Kunst des 18. bis 20. Jahrhunderts.
Ein Freilichtmuseum für Holzarchitektur Witoslawlizy veranschaulicht die Holzarchitektur Russlands. Es steht in der Nähe des Jurijew-Klosters und ist einer der beliebtesten Erholungsorte der Nowgoroder. Das 1964 gegründete Museum hat eine Fläche von 33,4 Hektar. Bis 2005 waren 20 bemerkenswerte Bauten aus Russland auf das Museumsgelände umgezogen und so vor dem Zerfall gerettet worden. Hier befindet sich auch einer der ältesten Holzbauten im Nowgoroder Gebiet, die Mariä-Geburts-Kirche von 1531 aus dem Dorf Perjodki.

### Bauwerke

#### Nowgoroder Kreml

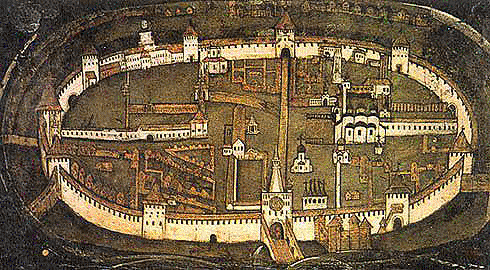
Kreml von Nowgorod, Fragment der Michailowskaja-Ikone aus dem 17. Jh.

Sehenswert ist die gesamte Altstadt zu beiden Seiten des Wolchow, im Westen unter anderem mit dem Nowgoroder Kreml, der erstmals 1044 erwähnt wurde. Der Kreml wurde von dem Fürsten Jaroslaw dem Weisen in Auftrag gegeben. Der Kreml steht auf einem Hügel etwa zehn Meter über dem Wolchow und ist von einer 1487 Meter langen Mauer umfriedet. Diese war mit zwölf Türmen bewehrt, von denen neun Türme erhalten sind. Die Gesamtfläche des Kremls mit 565 Metern Nord-Süd-Ausdehnung und 220 Metern Ost-West-Ausdehnung beträgt 12,1 Hektar. Die Mauern bestehen aus Ziegelsteinen und Kalksteinbrocken. Die Mauerstärke variiert zwischen 3,6 und 6,5 Metern; die Höhe schwankt zwischen 8 und 15 Metern. Besonderes Merkmal des Nowgoroder Kremls sind oberhalb der Toreingänge errichtete Kirchen. Größten Anteil bei der Errichtung des Kremls hatten die Nowgoroder Erzbischöfe, während die gewählten Fürsten kaum Einfluss nahmen. In den 1950er/1960er Jahren wurde unter der Leitung von A. Worobjow das Mauerwerk restauriert und repräsentiert den Zustand des 15. Jahrhunderts.

#### Sophienkathedrale

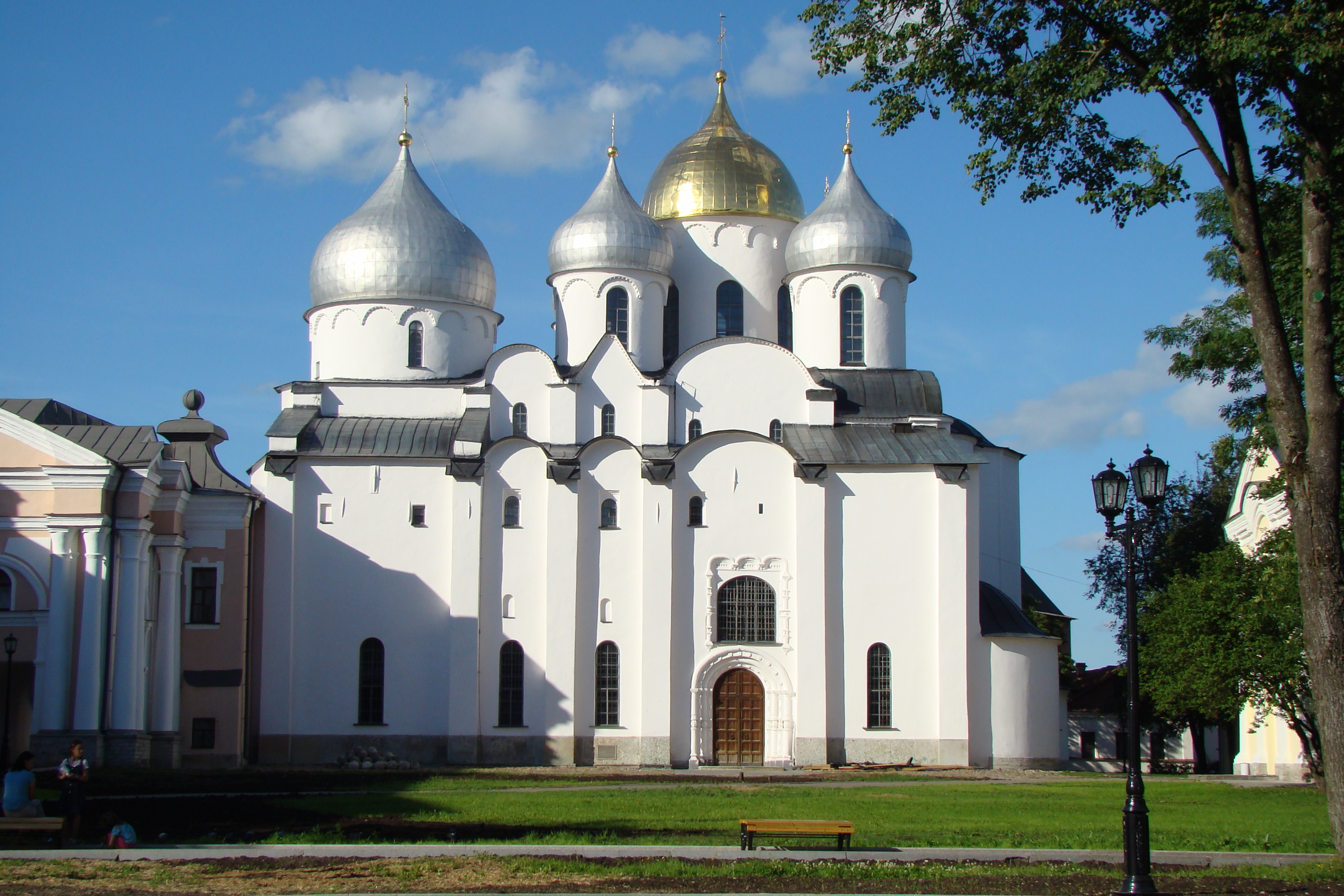
Sophienkathedrale, erbaut 1045–1050

Die Sophienkathedrale (russ. Собор Святой Софии) im Kreml von Weliki Nowgorod ist die Kathedrale des Erzbischofs von Nowgorod und die Mutterkirche der Nowgoroder Eparchie. Sie wurde erstmals 989 aus Holz gebaut, verfügte über 13 Kuppeln und war von Bischof Ioakim Korsunjanin geweiht worden, brannte dann jedoch ab. Zwischen 1045 und 1050 ließ Wladimir von Nowgorod die 38 Meter hohe Steinkirche mit fünf Kuppeln erbauen. Sie wurde von Bischof Luka Schidjata (1035–1060) am 14. September 1050 (oder 1052) geweiht und sollte an den Sieg über den Nomadenstamm der Petschenegen erinnern. Die Wahl der Hauptheiligen orientierte sich an der Sophienkirche in Kiew und besonders an der Hagia Sophia in Konstantinopel. Die berühmten Bronzetüren wurden zwischen 1152 und 1156 in Magdeburg für die Kathedrale Mariä Himmelfahrt in Płock gegossen. Sie gelangten im 13. oder 14. Jahrhundert unter ungeklärten Umständen nach Weliki Nowgorod. 1981 wurden Kopien für die Kathedrale in Płock geschaffen und dort eingebaut.
An der Rückseite der Kathedrale befindet sich eine Glockenwand. Die im 15. Jahrhundert erstmals erwähnte Wand wurde mehrfach umgebaut, die erhalteen Wand stammt aus dem 17. Jahrhundert. Glocken, die im 16. und 17. Jahrhundert gegossen worden waren, stehen auf kleinen Podesten vor der Wand, die im Sommer von Besuchern erstiegen werden kann.

#### Jaroslaw-Hof am alten Marktplatz
Der Standort des Jaroslaw-Hofes liegt am rechten Ufer des Wolchow gegenüber dem Kreml. Der Legende nach hatte Fürst Jaroslaw der Weise im 11. Jahrhundert auf diesem Platz einen Palast erbauen lassen. Im 17. Jahrhundert wurde der größte Teil der heute hier stehenden Baulichkeiten eines Handelshofs errichtet. Der Komplex besteht aus Baudenkmälern des 12. bis 18. Jahrhunderts. Älteste Kirche ist die Nikolaus-Kathedrale, die von 1113 bis 1136 erbaut wurde.

#### Nationaldenkmal Tausend Jahre Russland
Das Nationaldenkmal vor der Sophienkathedrale im Nowgoroder Kreml, das im Jahr 1862 eingeweiht wurde, markierte das tausendjährige Jubiläum des Beginns der Herrschaft Ruriks in Nowgorod, die gemeinhin als der Beginn der russischen Geschichte und der russischen Staatlichkeit gilt. Der Urheber des Projekts war Michail Ossipowitsch Mikeschin, der eine 1859 erfolgte Ausschreibung gegen 40 Bildhauer und Architekten gewann. Der von dem unerwarteten Zuschlag und dem verantwortungsvollen Auftrag inspirierte Mikeschin zog viele bekannte Bildhauer seiner Zeit heran, darunter Wiktor Hartmann, Schreder, Tschischow, Saleman, Opekuschin, Ljubimow und Michailow. Bei der Erstellung des Denkmals war die Geschichte Russlands, aber auch die Rolle des herrschenden Hauses Romanow zu beachten. So mussten die Figuren auf dem Monument während der Planungsphase von Zar Alexander II. höchstpersönlich akkreditiert werden. Den zeitgenössischen Übergang vom Klassizismus zum Realismus spiegelt das Projekt wider, indem der obere Teil mit dem Engel und der allegorischen Personifizierung Russlands noch klassizistisch geprägt ist, der untere Teil aber von realistisch dargestellten Personen. Die Eröffnung des Denkmals fand am 8. September 1862 im Beisein des Zaren statt.
Nach der Oktoberrevolution kam im Jahr 1925 aus Moskau die Anordnung, das „Denkmal für Orthodoxie und Zarentum“ abzureißen. Die Lokalbehörden entschieden jedoch, das Monument zu „verstecken“. Es wurde mit Holzbrettern eingeschalt, auf denen revolutionäre Plakate und Transparente hingen. So überdauerte das Denkmal bis zum Beginn des Großen Vaterländischen Krieges. Obwohl bereits am 15. August 1941 von der Wehrmacht besetzt, begannen die Deutschen erst im Dezember 1943, das Monument zu zerlegen, bis die Stadt am 20. Januar 1944 von der Roten Armee befreit wurde. Das Denkmal war so beschädigt, dass 1500 fehlende Details neu gefertigt werden mussten. Am 2. November 1944 fand die zweite feierliche Eröffnung statt.

### Kirchen und Klöster

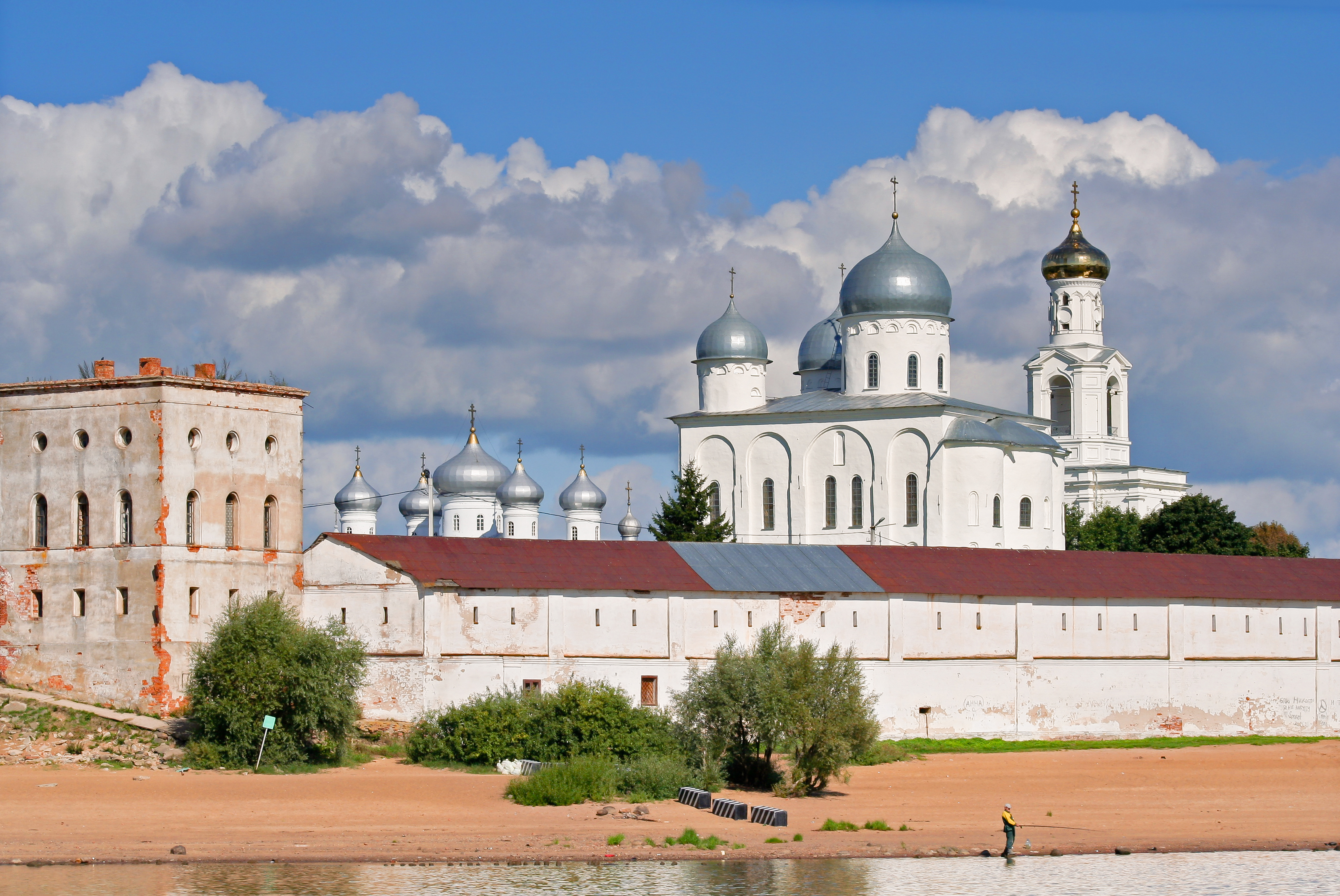
Jurjew-Kloster 2010, vom Fluss aus

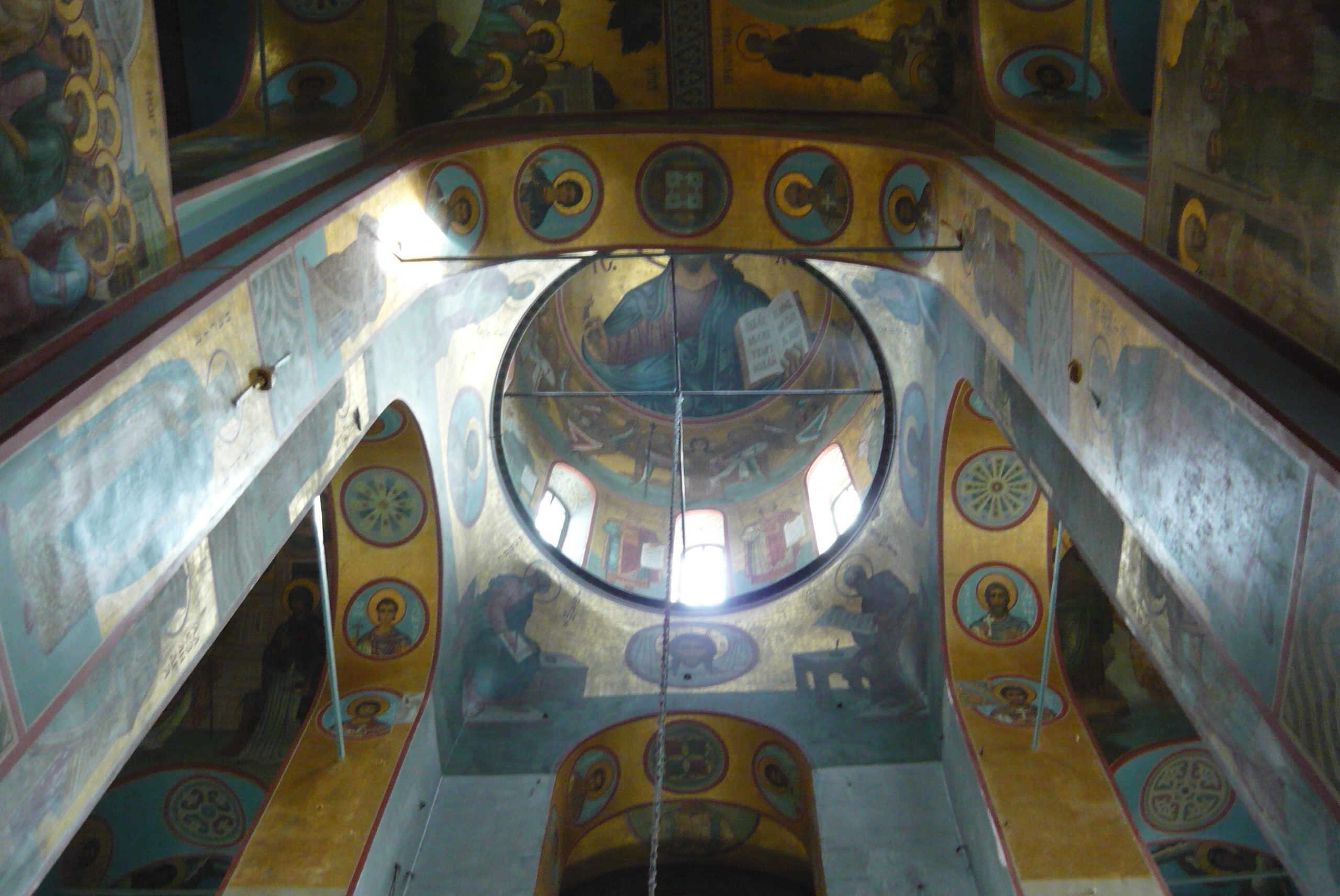
St.-Georgs-Kirche

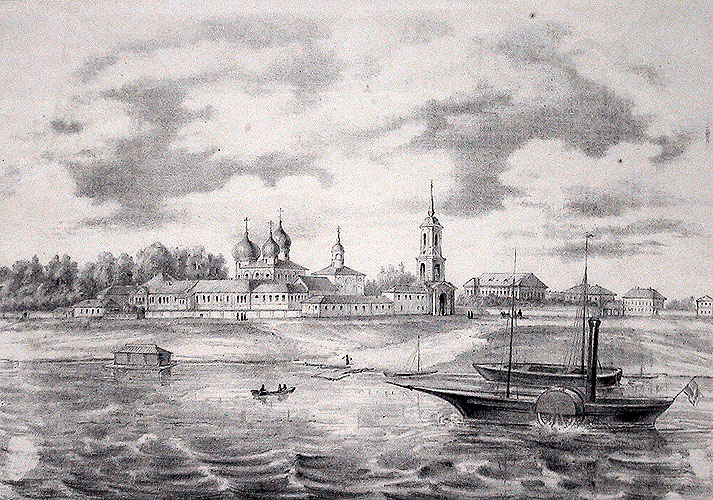
Antoniuskloster, Lithographie von 1860

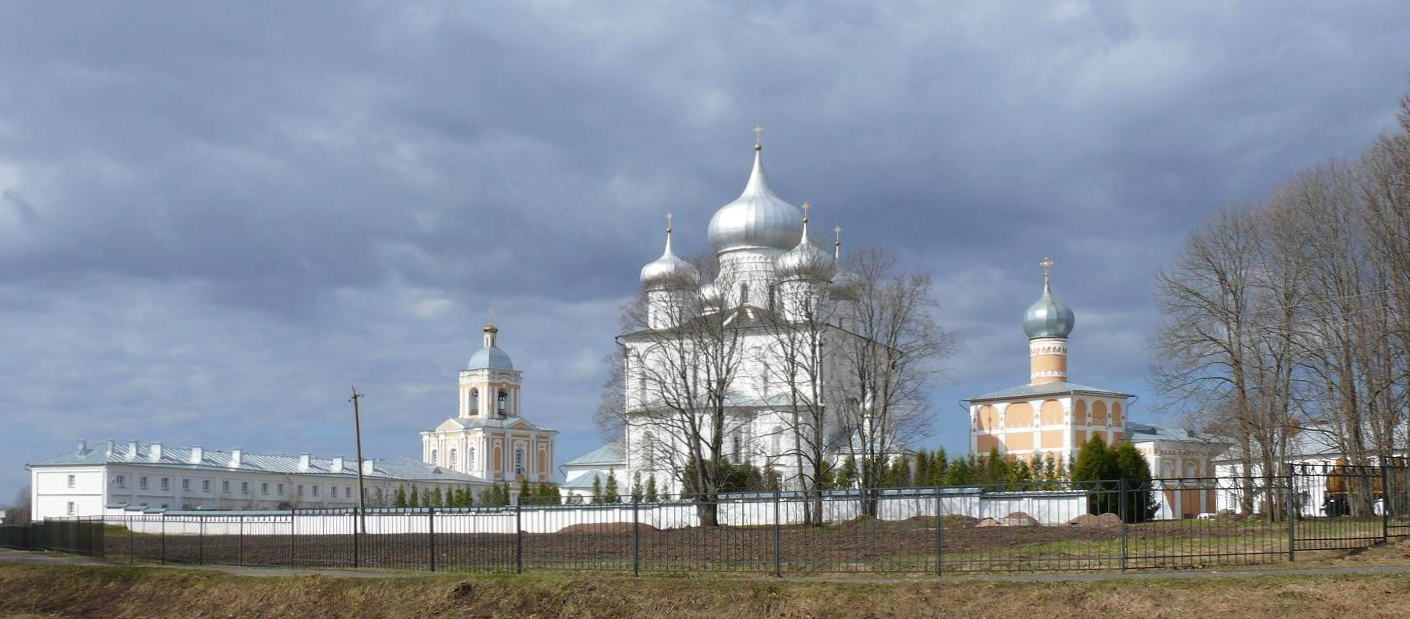
Chutynkloster, 2010

Die gesamte Altstadt mit Kirchen, Klöstern und Kreml gehört seit 1992 zum Weltkulturerbe der UNESCO. In einer Aufstellung des 15. Jahrhunderts wurden 81 Kirchen in Nowgorod gezählt, von denen jedoch nicht alle aus Stein erbaut waren. Die Reihe der erhaltenen Kirchen ist mit 52 vergleichsweise groß. Die bekanntesten sind die St.-Boris-und-Gleb-Kirche in Plotniki, die St.-Demetrius-Kirche, die St.-Nikolai-Kirche und die Mariä-Himmelfahrts-Kirche von Volotovo.
Der Grundstein für die St.-Nikolai-Kirche im Jaroslaw-Hof wurde 1113 von Fürst Mstislaw in Auftrag gegeben, nachdem er einen Feldzug gegen die Tschuden, einen finno-ugrischen Stamm, erfolgreich beendet hatte. Insbesondere der Nikolai-Ikone sei dabei eine überragende Rolle zugekommen.
Die St.-Peter-und-Paul-Kirche in Koschewniki wurde 1406 errichtet und 1950 restauriert.
Die Kirche der zwölf Apostel wurde erstmals 1230 erwähnt. Diese erste bekannte Holzkirche brannte ab und wurde 1358 neu errichtet. Dieser ebenfalls durch Feuer zerstörte Bau wurde 1432 durch eine von Erzbischof Euthymius II. beauftragte Kirche ersetzt. 1453 wurde anstelle der Holzkirche der Steinbau errichtet.
Die Kirche Boris und Gleb wurde 1536 auf den Fundamenten eines älteren Holzbaus von 1377 errichtet. Anstelle der seit dem 12. Jahrhundert verwendeten Einzelkuppel besteht der neue Bau aus fünf Kuppeln.
Das Jurjewkloster (russ. Юрьев монастырь) mit der St.-Georgs-Kirche ist eines der ältesten Klöster Russlands. Es wurde zwar erstmals 1119 in den Chroniken erwähnt, die Gründung wird aber schon auf Jaroslaw den Weisen im 11. Jahrhundert zurückgehen. Es steht südlich von Nowgorod an der Flussbank des Wolchow in der Nähe des Ausflusses aus dem Ilmensee. Das Kloster war das wichtigste Zentrum der Republik Nowgorod. Es ist eine bedeutende Quelle für die Geschichte Nowgorods, da in seinen Mauern Teile der Chronik von Nowgorod (1016–1471) geschrieben wurden. Die St.-Georgs-Kirche ist die größte in ganz Nowgorod und Umgebung. Sie ist 33 Meter hoch, 28 Meter lang und 25 Meter breit mit drei silbernen Kuppeln (was ungewöhnlich ist, da russisch-orthodoxe Kirche normalerweise fünf Kuppeln besitzen; eine repräsentiert Christus und die vier anderen die Evangelisten). Zu Sowjetzeiten wurde das Kloster 1928 geplündert und fünf seiner sechs Kirchen zerstört. 1929 wurde es geschlossen und während des Zweiten Weltkrieges von deutschen und spanischen Truppen besetzt und ernsthaft zerstört. Erst 1991 wurde es der russisch-orthodoxen Kirche zurückgegeben und seither teilweise renoviert. Trotzdem sind der westliche Teil mit einer dort liegenden Kirche immer noch Ruinen.
Das Antoniuskloster (russ. Антониев монастырь), im Norden von Nowgorod am Wolchow gelegen, war der größte Konkurrent des Jurjewklosters in Bezug auf die Bedeutung. Das Kloster wurde 1106 von Antonii Rimlianin, welcher der Legende nach aus Rom auf einem Felsen nach Nowgorod floh, gegründet und 1131 von Erzbischof Nifont (1130–1156) geweiht. Die wichtigste Kirche des Klosters ist die der Geburt der heiligen Gottesmutter, ein Bau mit drei Kuppeln wie die St.-Georgs-Kirche im Jurijewkloster. Sie wurde 1117 von Antonii Rimlianin begonnen und 1119 fertig gestellt. Der Fels, auf dem Rimilianin geflohen sein soll, ist in der Kirche zu sehen. Einige Fresken aus dem Mittelalter (1125) blieben im Altarraum erhalten, der überwiegende Teil stammt jedoch aus dem 16. und 17. Jahrhundert. Ein Teil der Fresken wurde bei Restaurierungsarbeiten ernsthaft beschädigt. Das Kloster ist im Besitz der Vereinigten Nowgoroder Museen und wurde nicht an die russisch-orthodoxe Kirche zurückgegeben.
Das Arcadiuskloster (russ. Аркажский монастырь) war eines der wichtigsten Klöster des mittelalterlichen Nowgorods. Es steht vier Kilometer südlich der Stadt, westlich des Jurijewklosters. Nur die Kirche Mariä-Himmelfahrt bezeugt noch den Klosterstandort. Die Grundmauern des Klosters wurden 1961 archäologisch freigelegt. Das Kloster war 1153 von Arkadius gegründet worden, bevor er zum Bischof von Nowgorod (1156–1165) erwählt wurde. Die zunächst in Holz gebaute Kirche wurde 1188 durch einen Steinbau von Simeon Dibakevits ersetzt und von Erzbischof Gawriil (1186–1192) im folgenden Jahr geweiht. Viele Possadniks unterstützten das Kloster im Laufe der Zeit. Im Jahre 1206 ließ Possadnik Twerdislaw Michailowich die Kirche Simeon Stylites über dem Tor errichten. Die Kirche des Erzengels Michael ließ 1395 Isaak Onkifow in Stein ausführen und 1407 von Possadnik Juri Dmitriewich und seinem Cousin Jakob erneuern. 1764 wurde das Kloster zerstört.
Das Chutynkloster (russ. Хутынский Спасо-Преображенский Варлаамиев монастырь) war eines der heiligsten Klöster der Republik Nowgorod. Das Kloster liegt auf der rechten Bank des Wolchow, etwa zehn Kilometer nordöstlich von Nowgorod im Dorf Chutyn (chudoi [худой], „schlecht, arm“). Das Kloster wurde 1192 vom ehemaligen Nowgoroder Bojaren Oleksa Michailowitsch gegründet, dessen Klostername Varlaam wurde. Die Kirche wurde von Erzbischof Gawril im folgenden Jahr geweiht. Den neoklassischen Glockenturm ließ Katharina die Große errichten. Das Kloster wurde 1925 geschlossen. 1993 wurde das Kloster mit einem Frauenkonvent wiederbegründet, obwohl es die längste Zeit einen Männerkonvent beherbergt hatte.

### Sport
- Der Nowgoroder Fußballklub spielt im Zentralstadion im Sportkomplex Dynamo im Nordosten der Stadt.[65] Weiterhin liegt im Nordwesten das „Wolna-Stadion“.
- Die Region um Nowgorod ist eines der besten Gebiete für Rafting in Russland.[66]
- Bei den internationalen Schachturnieren 1994, 1995 und 1997 in Nowgorod gewann jeweils Garri Kasparow.
- Im Südwesten der Stadt liegen ein Autodrom und ein Kartodrom.

### Regelmäßige Veranstaltungen

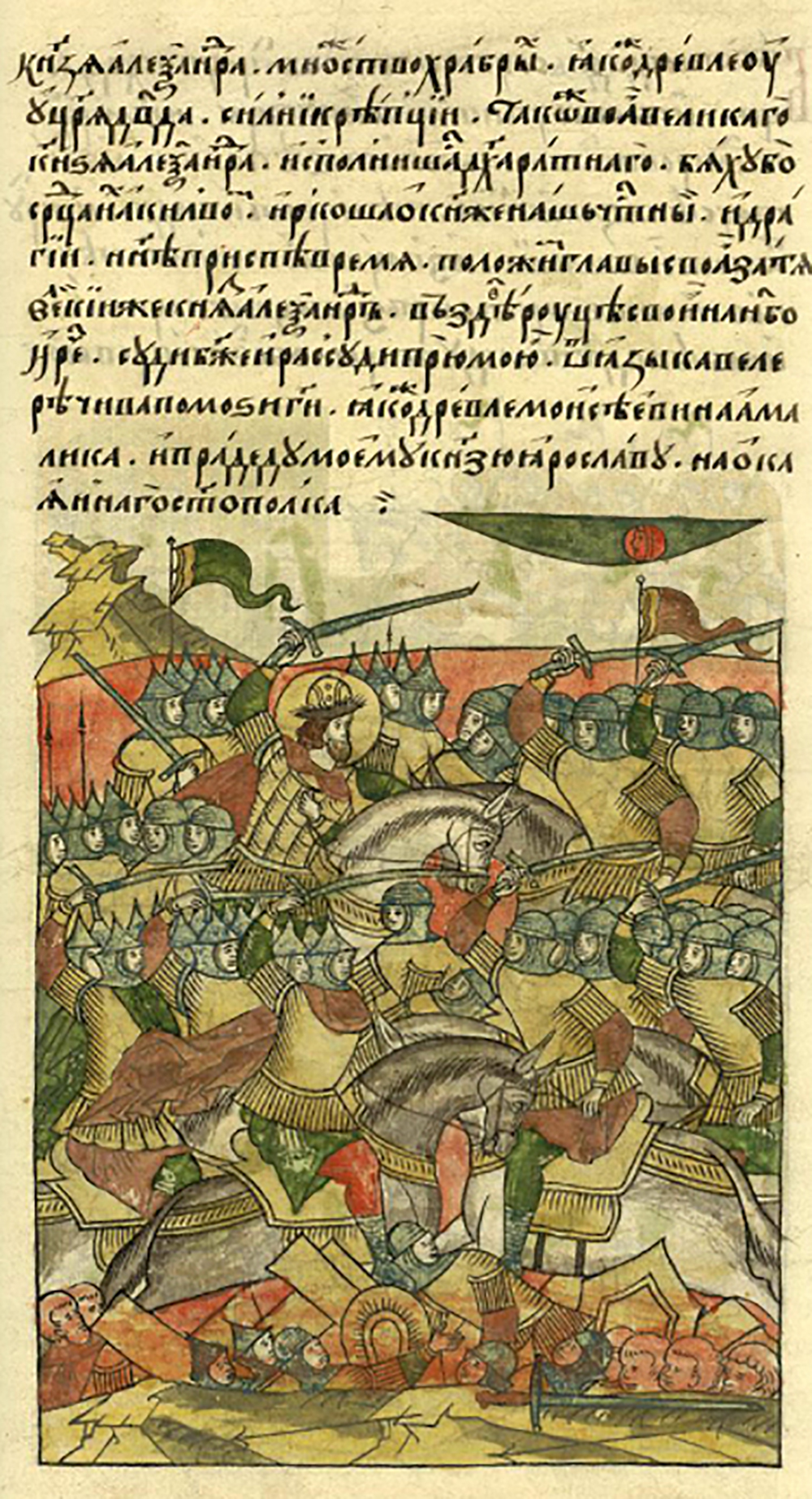
Schlacht am Peipussee, russische Chronik (16. Jh.)

Auf das Neujahr in Weliki Nowgorod folgt vom 6. bis 18. Januar das Programm „Weihnachtsstern“ mit dem Volkskunsttheater „Kudesy“. Im Februar oder März folgen Veranstaltungen zum „Fasching“. Jährlich ebenfalls im Februar oder März findet das Mode- und Designfestival statt. Im März folgt das Kunstfestival „Russische Musik“ mit den Preisträgern russischer und internationaler Wettbewerbe. Vom 20. März bis 8. April finden die Gedenktage für S. W. Rachmaninow statt. Jährlich im April wird das Brauchtumsfest „Sauberer Donnerstag“ veranstaltet, ein spezielles Mädchenfest mit traditionellen Waschbräuchen und Zopfflechten. Am 18. April wird die Schlacht auf dem Peipussee nachgestellt, die Reenactmentveranstaltung zu Ehren des Sieges von Alexander Newski. Im Juni folgen das Internationale Festival der Volkskunstes „Sadko“ und der sogenannte „CITY DAY“. Der August steht im Zeichen des Interregionalen Sommerfestivals des Autorenliedes „Nord-West“ und endet mit dem Reiterfest in Borowitschi am 30./31. August. Am dritten Septembersamstag lädt das Volksfest „Waldajskije Baranki“ ein und am 17./18. September das Glockenkunstfestival „Slatosarnye swony“. Das Jahr endet mit Konzerten, zunächst dem „Festival der westeuropäischen Musik“ am 1. Oktober, dem Konzert der Gouverneursstipendiaten des Nowgoroder Gebiets in der letzten Novemberwoche und dem Konzert der Stipendiaten des föderalen Kultur- und Filmkunstamtes in der dritten Dezemberwoche. Der Neujahrsjahrmarkt der Volkskunstgewerbe und Handwerke „Nowgorodskaja jarmarka“ findet in der zweiten Dezemberwoche statt, und das Kunstfestival „Roschdestwenski podarok“ (Weihnachtsgeschenk) am 25. Dezember.

## Wirtschaft und Infrastruktur

### Wirtschaftsbereiche
Das Bruttoregionalprodukt des Gebietes Nowgorod liegt bei 87,6 Milliarden Rubel, was etwa 0,3 Prozent des BRP ganz Russlands ausmacht. Etwa 91,8 Prozent entfallen auf die verarbeitende Industrie, davon 31,1 Prozent auf die chemische Industrie, 20,1 Prozent auf die Lebensmittelproduktion und 12,3 Prozent auf die holzverarbeitende Industrie. 7,9 Prozent macht der Bereich der Energieerzeugung (Strom- und Gaserzeugung sowie Wasserverteilung) aus und 0,3 Prozent der Rohstoffabbau (Ton, Kalkstein, Quarzsand, Torf). Weitere Industriezweige sind der Maschinenbau, Zellulose- und Papierindustrie, Schwarzmetallurgie und Brennstoffindustrie. Die Arbeitslosenquote liegt bei 1,2 Prozent und ist damit niedriger als im sonstigen Russland (2 Prozent). Weliki Nowgorod ist Sitz eines der größten Düngemittelherstellers der Welt, der Akron-Gruppe. Das deutsche Unternehmen Pfleiderer, spezialisiert auf die Herstellung von Holzwerkstoffen, betrieb seit 2006 einen Standort in Weliki Nowgorod, der 2012 von IKEA (Swedspan) übernommen wurde.

### Tourismus
Etwa 30.000 Touristen aus 60 Ländern und 200.000 aus Russland besuchen jedes Jahr die Stadt. Trotz eines beständigen Wachstums ist das touristische Potential der Region noch nicht ausgeschöpft.

### Theater, Kino und Musik
Nowgorod besitzt zwei Kinos: das „Nowgorod“ und das „Kinozentr“ mit jeweils drei Sälen. Daneben besitzt es drei Theater: das 1853 gegründete Nowgoroder Akademietheater Fjodor Michailowitsch Dostojewski, das 1924 entstandene Dramentheater und das 1990 eröffnete Nowgoroder Stadttheater für Kinder und Jugendliche „Mali“.
Auch über ein Philharmonieorchester verfügt die Stadt. Eine Besonderheit ist das Folkloretheater „Kudessy“. Es existiert seit 20 Jahren und wurde mit zehn anderen Volkskulturtheatern Russlands von der UNESCO als „Welterbe der nationalen Kultur“ anerkannt. Jährlich finden rund 2700 Konzerte und Theateraufführungen in Nowgorod statt, mit über 400.000 Zuschauern.

### Verkehr

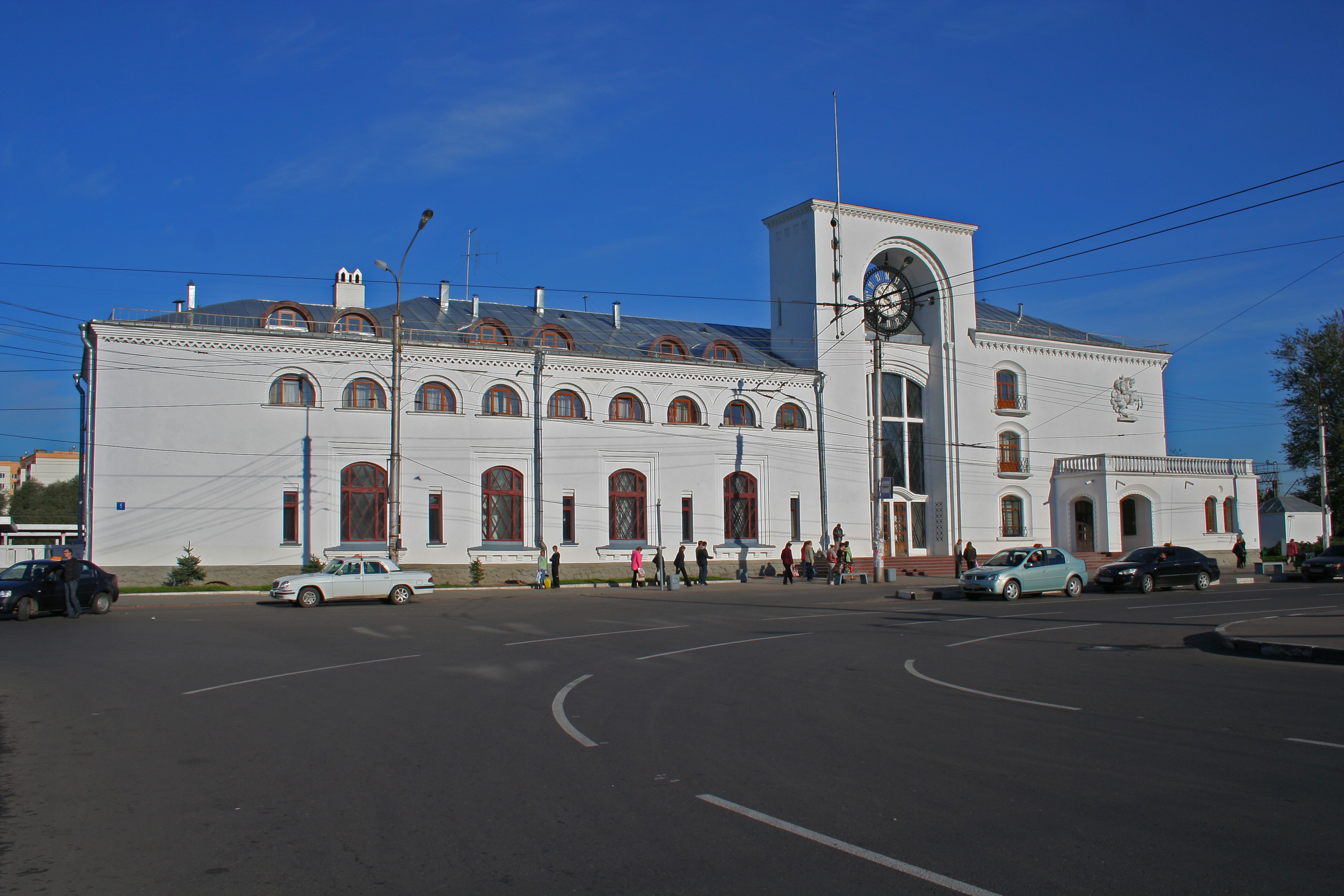
Hauptbahnhof von Nowgorod, 2010

Die Stadt liegt an der russischen Fernstraße M10 Rossija, die ein Teil der Europastraße 105 ist und an der Autobahn M11 Newa. Beide Fernstraßen verbinden Moskau mit Sankt Petersburg.
Am 18. Mai 1871 wurde die 73 Kilometer lange Bahnstrecke von Tschudowo nach Nowgorod eröffnet. Sie war zunächst als Schmalspurbahn in Kapspur mit 1067 Millimeter Spurweite ausgelegt und wurde 1878 bis nach Staraja Russa (95 Kilometer) verlängert.
Während des Ersten Weltkrieges wurde 1916 die gesamte Strecke auf Breitspur mit 1524 Millimeter umgespurt. Dabei wurde das Teilstück zwischen Tschudowo und Nowgorod teilweise neu trassiert. Ein Jahr später, 1917 wurde die Strecke von Nowgorod nach Batezkaja errichtet und 1923 nach Luga verlängert. Von der Strecke Nowgorod – Waldai, der östlichen Umgehung des Ilmensees, wurde 1916 nur das Teilstück von Krestzy nach Waldai (58 Kilometer) fertiggestellt. Mit der 1926 erfolgten Eröffnung der Strecke von Nowgorod nach Pawlowsk gab es erstmals eine Direktverbindung nach Leningrad. Im Laufe des Zweiten Weltkriegs wurde die Strecke von Nowgorod nach Staraja Russa zerstört und danach nicht wieder aufgebaut. 1991 wurde die Strecke von Nowgorod nach Tschudowo elektrifiziert. Die Stadt hat Direktverbindungen nach Moskau (Nachtzüge), Sankt Petersburg und anderen wichtigen Städten des Nordwestens wie Pskow und Murmansk.
Neben der Bahnanbindung gibt es ein Netz von Bussen und Oberleitungsbussen. Das Oberleitungsbusnetz verfügt über fünf Linien und wurde 1995 als erstes Oberleitungsbussystem Russlands nach dem Fall der Sowjetunion eingerichtet. Das Busnetz hat Direktbusse in verschiedene Städte, darunter Sankt Petersburg.
Die beiden Flughäfen der Stadt sind in Jurjewo und Kretschewizy. Seit dem Zusammenbruch der Sowjetunion gibt es allerdings kaum noch Flugbewegungen. Der Nowgoroder Flughafen Jurjewo (IATA: NVR, ICAO: ULNN) liegt vier Kilometer südwestlich des Ortes Jurjewo. Vor 1991 gab es mehrere reguläre Flüge nach Minsk, Moskau und Krasnodar. Die 1320 Meter lange asphaltierte Startbahn wird zurzeit kaum für Flugbewegungen benutzt, sondern für Autorennen.
Der zweite Flughafen Kretschewizy befindet sich elf Kilometer nordöstlich von Nowgorod. Der ehemalige Militärflugplatz mit einer 2000 Meter langen Startbahn aus Beton wurde 2009 für den 1150. Jahrestag Nowgorods zu einem zivilen Internationalen Flughafen ausgebaut und im Frühjahr 2010 für den Flugverkehr geöffnet. Der nächste internationale Flughafen ist der Flughafen Pulkowo (IATA: LED) bei Sankt Petersburg, etwa 180 Kilometer nordwestlich von Nowgorod.

### Medien
In Weliki Nowgorod gibt es einen Sender der Autonome nichtkommerziellen Organisation „Nowgoroder Oblast-Fernsehen“ (russ. Новгородское областное телевидение). Weiterhin befinden sich in der Stadt eine Filiale des russischen Mediennetzwerkes WGTRK mit Namen „Slawja“ (russ. Славия) und der Fernsehkanal „Triada“ (russ. Триада).

## Bildung
Die Bildung breiterer Bevölkerungsschichten wurde in Nowgorod sehr früh betrieben. Bereits Jaroslaw der Weise hatte den Auftrag gegeben, 300 ausgewählten Kindern das Lesen und Schreiben beizubringen. Dies scheint eine der Grundlagen für die ausgesprochen hohe Literalität der Nowgoroder Bevölkerung im Mittelalter gewesen zu sein. Diese beschränkte sich nicht etwa auf Männer, sondern galt ebenso für Frauen, wie einige von Frauen verfasste Birkenrindenfragmente belegen.

### Schulbildung
Heute besteht die Bildungsinfrastruktur in der Stadt aus 64 Vorschulen für 8.800 Kinder, 40 Hauptschulen für 32.636 Schüler, 30 weiterführende Schulen, sechs Gymnasien und ein Lyzeum für insgesamt 29.723 Schüler. Die Schule Nr. 14 in Nowgorod hat eine Schulpartnerschaft mit der Marienschule in Bielefeld. Weliki Nowgorod ist weiterhin ein Hochschulstandort und zählt vier eigenständige weiterführende Bildungseinrichtungen.

### Weiterführende Bildungsmöglichkeiten
Die Staatliche Jaroslaw-der-Weise-Universität Nowgorod (NovSU) wurde 1993 durch den Zusammenschluss der pädagogischen und der polytechnischen Hochschule gegründet, in die später die Landwirtschaftliche Akademie integriert wurde. Die Universität besteht aus 20 Fakultäten, die sich auf sieben Hochschulen und vier Berufskollegs verteilen. Es gibt eine Hochschule für Geisteswissenschaft, eine für Wirtschaftswissenschaft und Management, eine für Lehrerbildung und die Polytechnische Hochschule. Die 14.000 Studierenden können unter 64 Diplom-, 19 Bachelor- und 11 Masterstudiengängen wählen und werden von 896 Lehrenden betreut, von denen 115 habilitiert sind. Zurzeit studieren 335 Gaststudenten aus 41 Ländern an der NovSU. Die Universität unterhält Kooperationsprogramme mit 36 Universitäten in 14 Ländern. 2006 belegte die NovSU Platz 63 unter den 215 klassischen Universitäten Russlands.
- Abteilung der Nordöstlichen Akademie für Staatsdienst Nowgorod
- Abteilung Nowgorod für Fernausbildung der Sankt Petersburger Akademie des Innenministeriums Russlands
- Abteilung der Staatlichen Universität für Wirtschaft und Finanzen Sankt Petersburg.
- Staatliche Landwirtschaftliche Akademie Nowgorod

## Persönlichkeiten
- Liste der Possadniks von Nowgorod

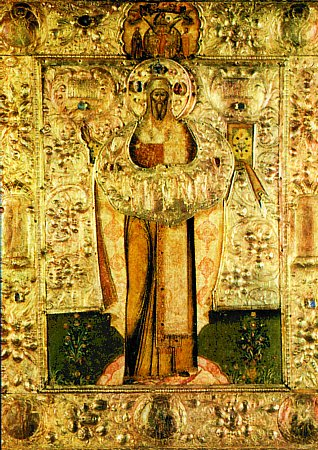
Erzbischof Ewfimij II. (1429–1458)

- Liste der Erzbischöfe von Nowgorod
- Liste der russischen Herrscher
- Stammliste der Rurikiden

### Ehrenbürger
- Seit 1992 ist Erzbischof Lew Zerpizki Ehrenbürger der Stadt.
- Walentin Lawrentjewitsch Janin (1929–2020), Historiker und Archäologe[76]
- Ninel Nikolajewna Kusmina (1937–2020), Architektin und Restauratorin[77]

### Söhne und Töchter der Stadt
- Sophie von Nowgorod (1141–1198), Gattin des dänischen Königs Waldemar I. des Großen (1131–1182)
- Wassili Adodurow (1709–1780), Mathematiker, Philologe und Hochschullehrer
- Johann Daniel Schade (1730–1798), in Dresden wirkender Baumeister
- Alexei Bogoljubow (1824–1896), Landschaftsmaler
- Iwan Goremykin (1839–1917), Staatsmann, Innenminister von 1895 bis 1899 und zweifacher Ministerpräsident 1906 und 1914 bis 1916
- Robert Reinhold von Wirén (1857–1917), Admiral der Kaiserlich-Russischen Marine
- Alexander Meisner (1859–1935), Architekt, Restaurator und Hochschullehrer
- Anton Arenski (1861–1906), Komponist
- Sergei Rachmaninow (1873–1943), Komponist
- Mstislaw Dobuschinski (1875–1957), Maler, Kunstkritiker und Memoirenschriftsteller
- Sergei Finikow (1883–1964), Mathematiker
- Alexander Bachtin (1885–1963), Generalleutnant
- Boris Numerow (1891–1941), Astronom und Geophysiker
- Xenia Boguslawskaja (1892–1973), Malerin
- Boris Koschewnikow (1906–1985), Komponist und Professor
- Wsewolod Kotschetow (1912–1973), Schriftsteller und Kulturfunktionär
- Pāvels Seničevs (1924–1997), Sportschütze
- Jurij Striedter (1926–2016), deutscher Slavist und Komparatist
- Erik Kalugin (1937–2003), russischer Ruderer[78]
- Wiktor Iwanow (* 1950), Politiker
- Pjotr Rykow (* 1981), Schauspieler, Fernsehmoderator, Sänger und Model
- Marina Kiskonen (* 1994), Fußballspielerin
- Marija Nowolodskaja (* 1999), Radrennfahrerin

### Weitere Persönlichkeiten mit Verbindungen zur Stadt
- Theophana von Nowgorod (* um 1000, † nach 1057)[79]
- Kirik von Nowgorod (1110–1156), russischer Mönch und Chronist
- Pachomi Serb († 1484), Biograph und Hagiograph der russischen Aristokratie
- Silvester (Protopope) (Ende 15. Jahrhundert–1565), war ein russischer orthodoxer Geistlicher, Autor und Beichtvater Iwans des Schrecklichen.
- Wassili Wassiljewitsch Schuiski (vor 1500–1538), war 1500–1506 moskowitischer Statthalter von Nowgorod
- Albert Burgh (1593–1647), Bürgermeister von Amsterdam
- August von Denffer (1786–1860), Gouverneur von Nowgorod
- Theophan Goworow auch Teofan Pustelnik (1815–1894), wurde 1842 Inspektor und Dozent am Geistlichen Seminar in Nowgorod
- Anna Haava (1864–1957), estnische Lyrikerin und Übersetzerin.
- Jacob Johann Sievers (1731–1808), Generalgouverneur von Nowgorod
- Weniamin Innokentjewitsch Sosin (1896–1956), sowjetischer Schachmeister und bedeutender Theoretiker.
- Nikolai Grigorjewitsch Wassiljew (1908–1943), sowjetischer Oberstleutnant und Partisanenkommandeur, war Leiter des Hauses der Roten Armee in Nowgorod
- Tamara Wiktorowna Gladenko (1917–1991), sowjetische Architektin und Restauratorin Nowgoroder Kirchen und Klöster
- Nikodim von Leningrad (1929–1978), russisch-orthodoxer Metropolit, Ökumeniker und Friedensaktivist.

## Medien, Literatur und Filmographie
Die Handlung einiger literarischer Texte ist in Nowgorod und Umgebung angesiedelt:
- Das Leben des Alexander Newski (russ. Житие Александра Невского, 13./14. Jahrhundert)
- Marfa, die Statthalterin oder die Unterwerfung Nowgorods, Novelle von Nikolai Michailowitsch Karamsin (1803)
- Andrew Drummond: Novgorod the Great. A Novel. 2010. ISBN 978-1-84697-101-3.

Aufgrund der historischen Bausubstanz bietet sich Weliki Nowgorod als Hintergrund für verschiedene Film- und Fernsehprojekte an. Die folgende Liste zeigt eine Auswahl von teilweise in Weliki Nowgorod gedrehten Filmen. Die archäologischen Pläne Nowgorods bildeten auch eine Grundlage für die Anlage eines hölzernen Filmsets in der Nähe von Moskau.
- 1987: Portrait of the World USSR, Fernsehfilm USA (mit Roy Scheider; Regie: John Purdie)[81]
- 1997: Transit Brügge – Nowgorod. 4000 km europäische Geschichte (Regie: Ulla Lachauer)
- 2001: DR-Explorer: Rusland, Dokumentation (28 Minuten; Dänemark; Regie: Per Bjørn Rasmussen)[82]
- 2004: ##Nowgorod - Boomtown des Mittelalters (Novgorod, lettres du moyen âge), Dokumentation (52 Minuten; Frankreich; Regie: Marc Jampolsky)[83]
- 2008: 1-2-3 Moskau!, Fernsehserie (163 Minuten; Deutschland; mit Katrin Bauerfeind; Regie: Irina Enders)[84]

## Sonstiges

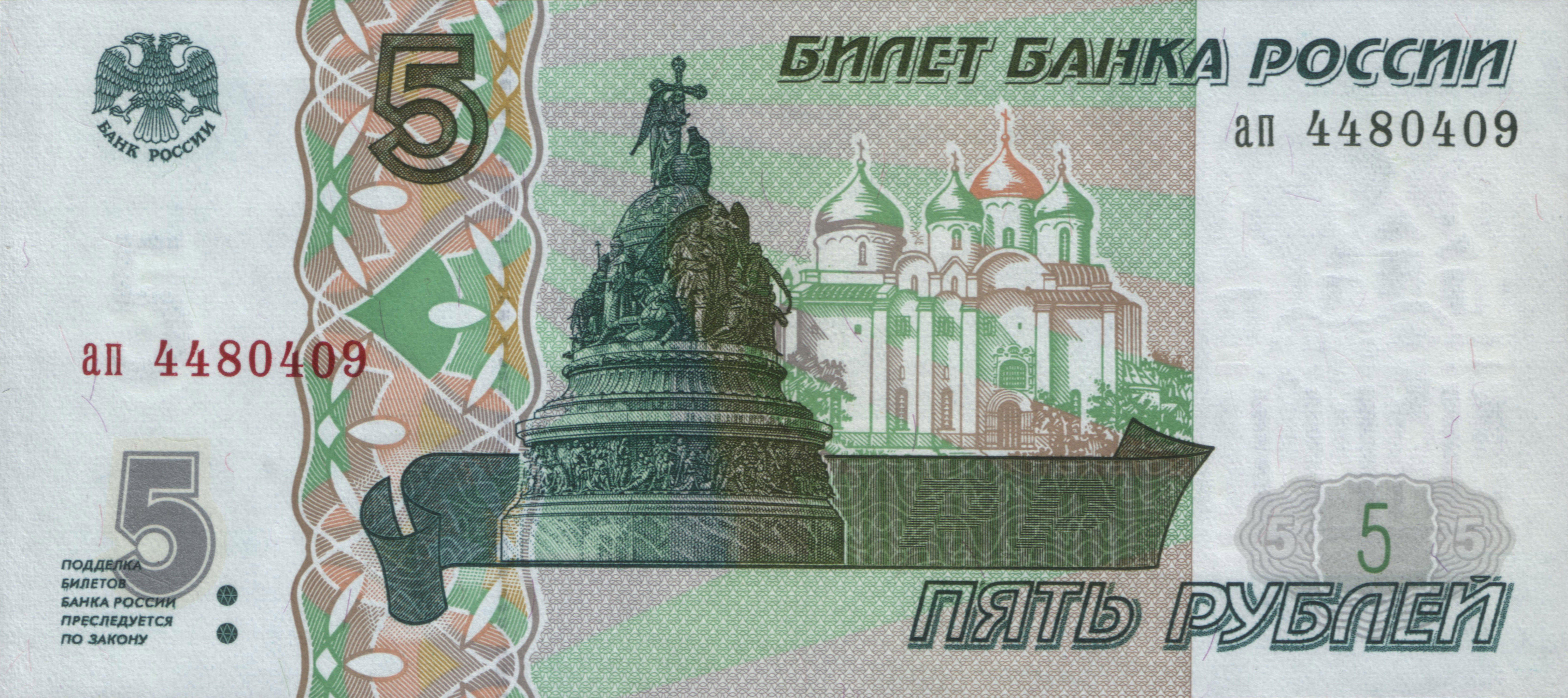
Vorderseite 5-Rubel-Schein

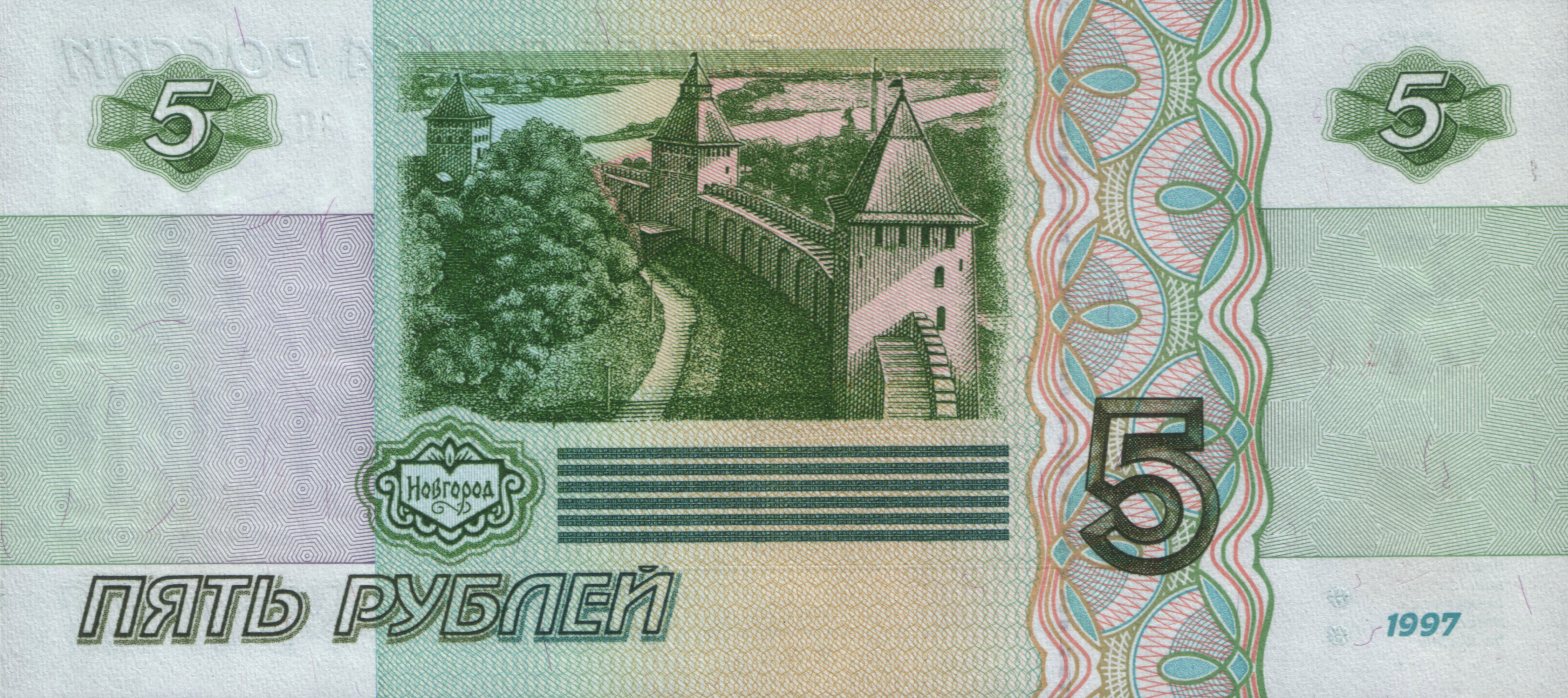
Rückseite 5-Rubel-Schein

Der 1997 im Umlauf gebrachte Fünf-Rubelschein zeigt Motive der Stadt Weliki Nowgorod. Damit gehört Nowgorod zu den sieben Städten Russlands, die auf nationalen Banknoten dargestellt werden. Auf der Vorderseite des Geldscheins ist die Sophienkathedrale und das Denkmal Tausend Jahre Russland zu sehen, auf der Rückseite ein Ausschnitt der Mauer des Nowgoroder Kremls.
Der Asteroid (3799) Novgorod, der am 22. September 1979 von dem sowjetischen Astronomen Nikolai Stepanowitsch Tschernych entdeckt wurde, ist nach der Stadt benannt.